# Ciudad de Panamá
La Ciudad de Panamá es la capital de la República de Panamá, de la Provincia de Panamá y cabecera del Distrito de Panamá. Es una de las ciudades más importantes del mundo por su posición geográfica inigualable y su desarrollo en ingeniería naval. Es histórica, vanguardista y moderna, combina el lujo con la naturaleza. Posee muchos de los rascacielos más altos del continente americano, siendo la cuarta ciudad de América en cuanto a cantidad de rascacielos y es conocida por ser la "Dubái de las Américas"  y a su vez los vestigios de su antigua civilización, por ello alberga dos sitios declarados Patrimonio de la Humanidad por la UNESCO. Es una potencia marítima, naviera y portuaria mundial  y su Zona Bancaria y financiera es una de las más poderosas globalmente. La ciudad es el "Hub de las Américas" por ser un centro logístico clave del comercio internacional, el epicentro Aeronáutico americano, el punto de interconexión de cables submarinos continentales, y por tener el desarrollo inmobiliario, de transporte, construcción vial, y de innovación más elevado de la región, así como los más altos estándares en las tecnologías emergentes, y la investigación sobre la ciencia, la salud, la biodeversidad, la ecología y la biología marina. Es reconocida como una de las ciudades más cosmopolita del mundo ya que en ella viven descendientes de amerindios, españoles, estadounidenses, italianos, franceses, griegos, europeos del Este, afroantillanos, judíos, chinos y árabes. La ciudad está ubicada junto al océano Pacífico, a orillas del golfo de Panamá, y al este de la desembocadura del Canal de Panamá.
Fundada con el nombre de La Muy Noble y Leal Nuestra Señora de la Asunción de Panamá, el 15 de agosto de 1519 por el español Pedro Arias Dávila cerca de una ranchería Cueva a la que llamaban Panamá, actualmente ocupa un área de 2561 km². Como capital de la república, alberga la sede del Gobierno Nacional, junto a otras instituciones gubernamentales y una gran cantidad de embajadas y consulados debidamente acreditados. Está comunicada mediante el puerto de Balboa, el aeropuerto Internacional de Tocumen, la carretera Panamericana y la carretera transístmica (autopista Panamá–Colón), que une en 78,9 km la ciudad con la costa del mar Caribe.
La ciudad es el principal centro cultural y económico de Panamá. Posee una intensa actividad financiera y un centro bancario; ocupó la 2.ª posición en la versión 2013 de la clasificación de las Ciudades Más Competitivas de América Latina. El canal de Panamá y el turismo son también notables fuentes de ingreso para la economía de la ciudad, que cuenta con un clima tropical monzónico. El paisaje urbano que ofrece la ciudad que entremezcla rascacielos, mar y bosque tropical la hace única en América Latina, asimismo, es una de las siete capitales costeras de Hispanoamérica, conjuntamente con La Habana, San Juan, Lima, Buenos Aires, Montevideo y Santo Domingo.

## Toponimia
El origen del nombre de la ciudad se deriva de la españolización del término en lengua cueva Panamá, que según Pascual de Andagoya significa «abundancia de peces» o «abundancia de pescado y mariposas», y por el árbol homónimo.

## Historia

### La antigua Ciudad de Panamá

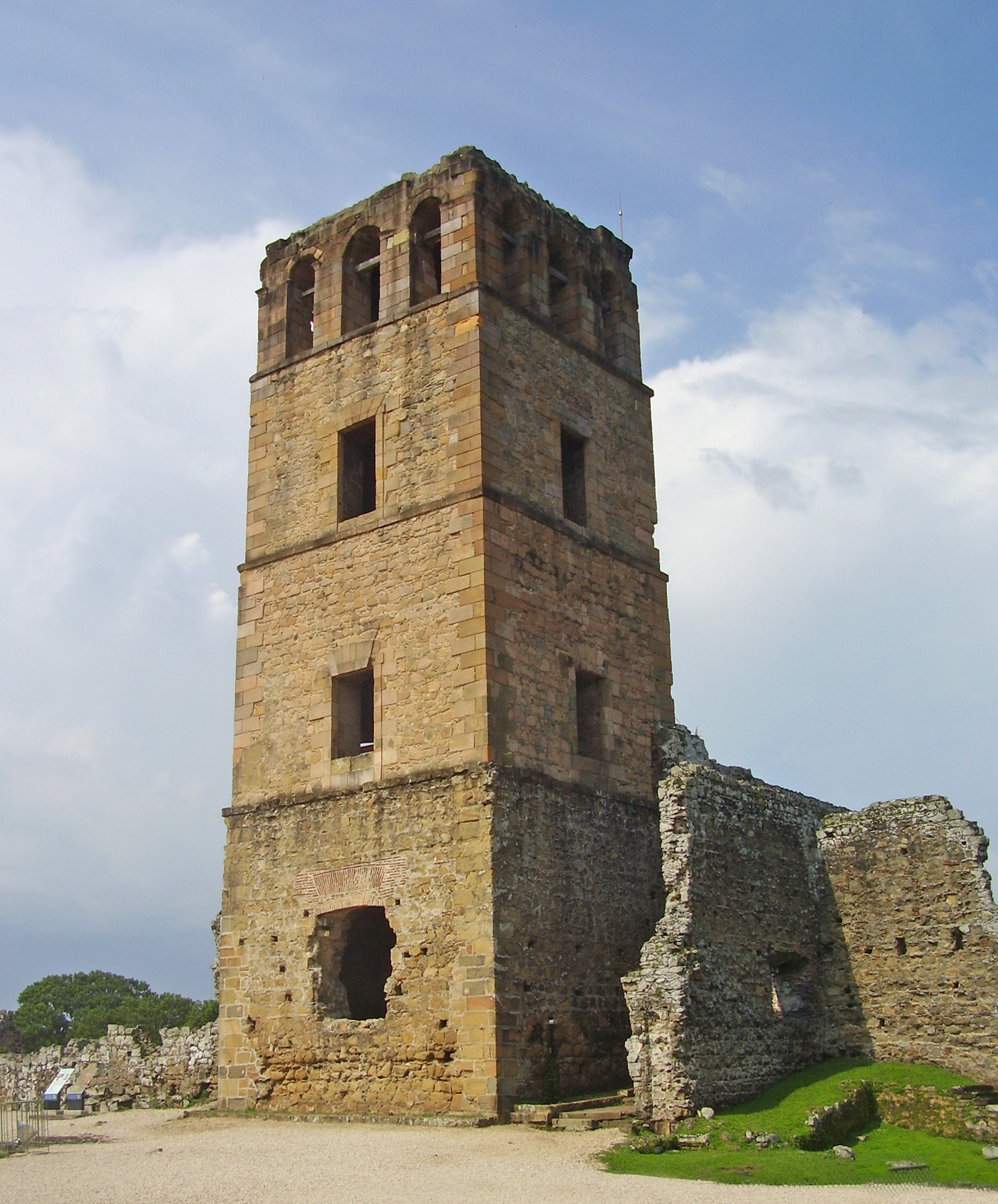
Ruinas de Panamá la Vieja.

Escudo de la Ciudad de Panamá, otorgado el 15 de septiembre de 1521 por Carlos I.

La ciudad fue fundada el 15 de agosto de 1519 con una población de cien habitantes, por lo que era una aldea, por el español de Segovia Pedro Arias Dávila, con el nombre de Nuestra Señora de la Asunción de Panamá, constituyéndose en la primera ciudad europea permanente en la costa americana del océano Pacífico y fue reemplazo de las anteriores ciudades de Santa María la Antigua del Darién y Acla en el istmo de Panamá. Un tema recurrente en la historia de la ciudad fue el flujo y reflujo del comercio internacional a través del istmo. Dos años después, el 15 de septiembre de 1521, recibió mediante real cédula el título de ciudad y un escudo de armas conferido por Carlos I y a su vez se estableció un cabildo. Al poco tiempo de fundada, la ciudad se convirtió en el punto de partida para la exploración y conquista del Perú y un punto de tránsito para los cargamentos de oro y plata que los monarcas de Habsburgo enviaban principalmente a Flandes y a España.
En 1539 y en marzo de 1563 ocurrieron grandes incendios que devastaron parte de la ciudad, sin embargo esto no detuvo su progreso. Ya para 1610, existían al menos 5000 habitantes, unas 500 viviendas y varios conventos y capillas, un hospital y la catedral dedicada a la Virgen de la Asunción; convirtiéndola en una de las ciudades más importantes de la América española.

La Cruz de Borgoña fue la bandera de los territorios españoles.

Al inicio del siglo XVII, la ciudad sufre la amenaza de piratas y corsarios, sumado a las constantes amenazas de indígenas provenientes del Darién. El 2 de mayo de 1621 la ciudad sufre un terremoto del cual hubo varios muertos y heridos y daños estructurales. El 21 de febrero de 1644 ocurre el Gran Incendio, el cual fue provocado y consumió 83 casas y varios edificios religiosos, incluyendo la catedral, teniendo en ese entonces una población de 8000 habitantes.
Para el año de 1670, la población tenía un aumento significativo de 15 000 habitantes. El 28 de enero de 1671, Henry Morgan, pirata británico, junto con una banda de 1400 hombres atacaron y saquearon la ciudad con bastante resistencia. No les fue posible saquearla totalmente porque el capitán general de Tierra Firme, Juan Pérez de Guzmán ordenó explotar los depósitos de pólvora de la ciudad y esto provocó un gigantesco incendio que la destruyó casi completamente. Los piratas persiguieron y saquearon a los habitantes de la antigua ciudad que habían huido con sus pertenencias y cosas de valor, y a pesar de todo, pudieron obtener bastantes riquezas, las suficientes para cargar con 195 mulas, y se retiraron de las ruinas el 24 de febrero con varios prisioneros y esclavos capturados.
Las ruinas de la antigua ciudad todavía se mantienen y son una popular atracción turística conocida como Panamá la Vieja.

### La nueva Ciudad de Panamá

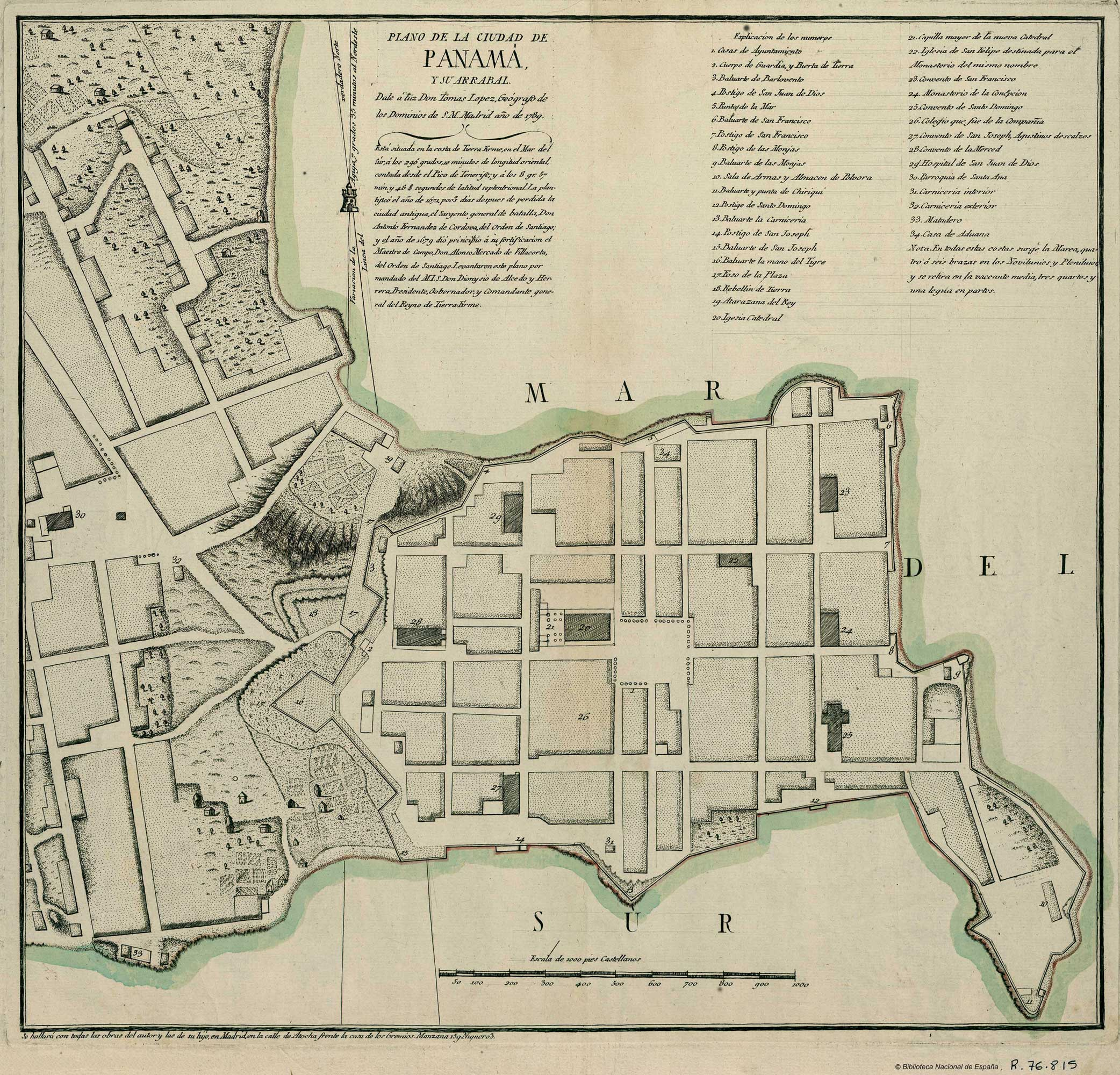
Plano de Panamá y su arrabal en 1789.

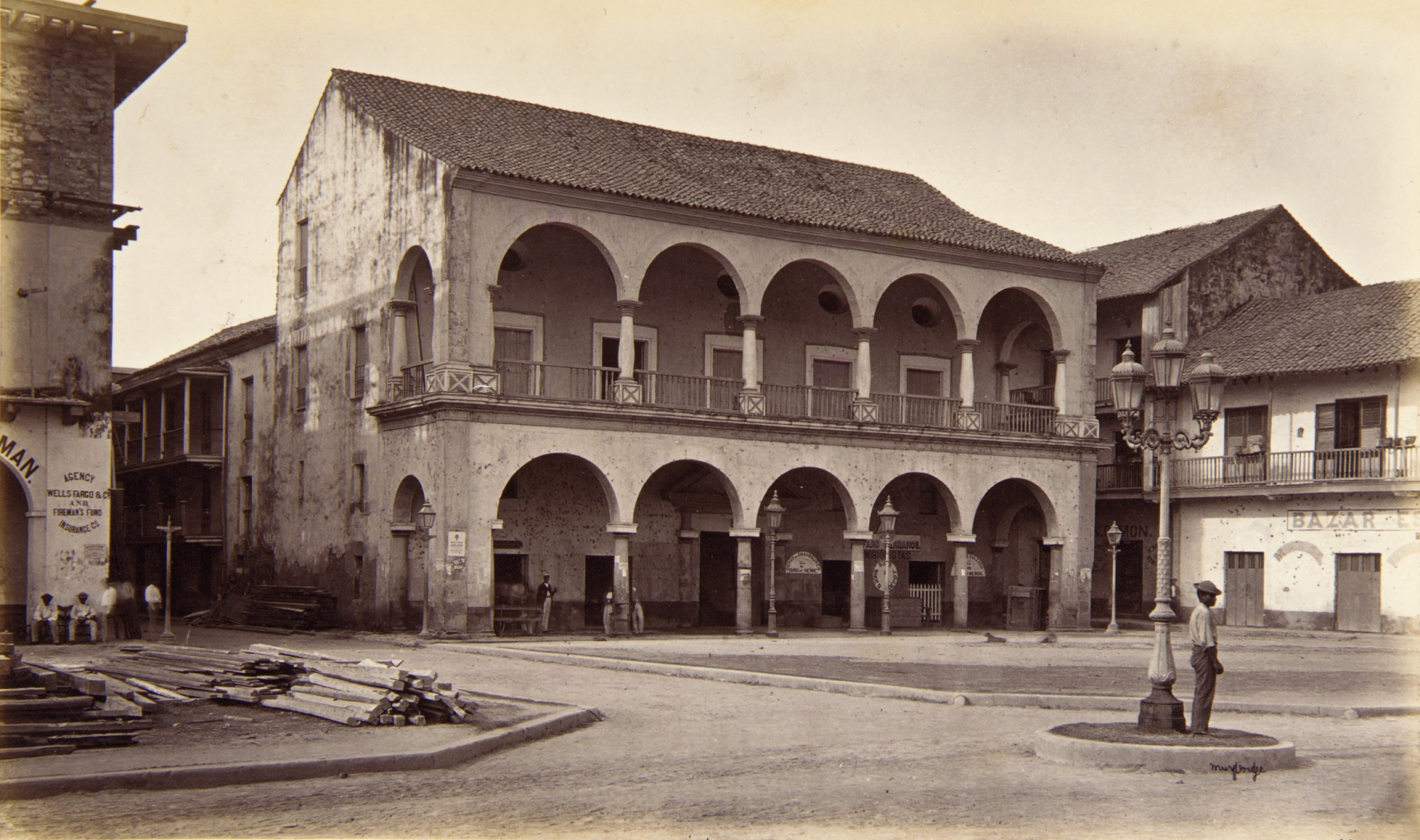
Antiguo cabildo de Panamá en 1876.

La ciudad fue reconstruida en 1673 por Antonio Fernández de Córdoba, a 8 km al suroeste de la ciudad original. Esta ubicación conforma actualmente el Casco Antiguo de la ciudad.
Para 1790 la ciudad se recupera y vuelve a tener una población de 7000 habitantes. La fiebre del oro en California, en 1849 trajo un aumento en los viajeros que cruzaban el istmo camino a la costa oeste de Norteamérica. El año anterior al descubrimiento del oro, la compañía ferroviaria panameña se fundó pero el ferrocarril no empezó operaciones hasta 1855 año en que la ciudad contaba con una población de 12 000 habitantes. Entre 1848 y 1869, cuando se completó el primer ferrocarril transcontinental en los Estados Unidos, casi 375 000 personas cruzaron el istmo desde el Atlántico al Pacífico y 225 000 en la dirección contraria. Ese tráfico aumentó la prosperidad de la ciudad durante ese período, pues en 1885 la ciudad ya contaba con 25 000 habitantes. 
El 21 de febrero de 1874, la ciudad sufrió un incendio que duró ocho horas y consumió dos edificios utilizados como hoteles (entre los que se encontraba uno en el que se ubicó posteriormente el Palacio Arzobispal, además de más veinte establecimientos comerciales alrededor de la Plaza de la Catedral. Los pérdidas fueron alrededor de 800,00 dólares.
La construcción del Canal de Panamá fue de gran beneficio para la infraestructura de la ciudad. Las mejoras en salud que trajo la instalación de los estadounidenses en la zona del canal incluyeron la erradicación de la fiebre amarilla y la malaria así como la introducción del primer sistema de agua potable. Sin embargo, muchos de los trabajadores para la construcción del Canal fueron traídos desde el Caribe, lo que causó tensiones raciales y sociales en la ciudad.

### SigloXX

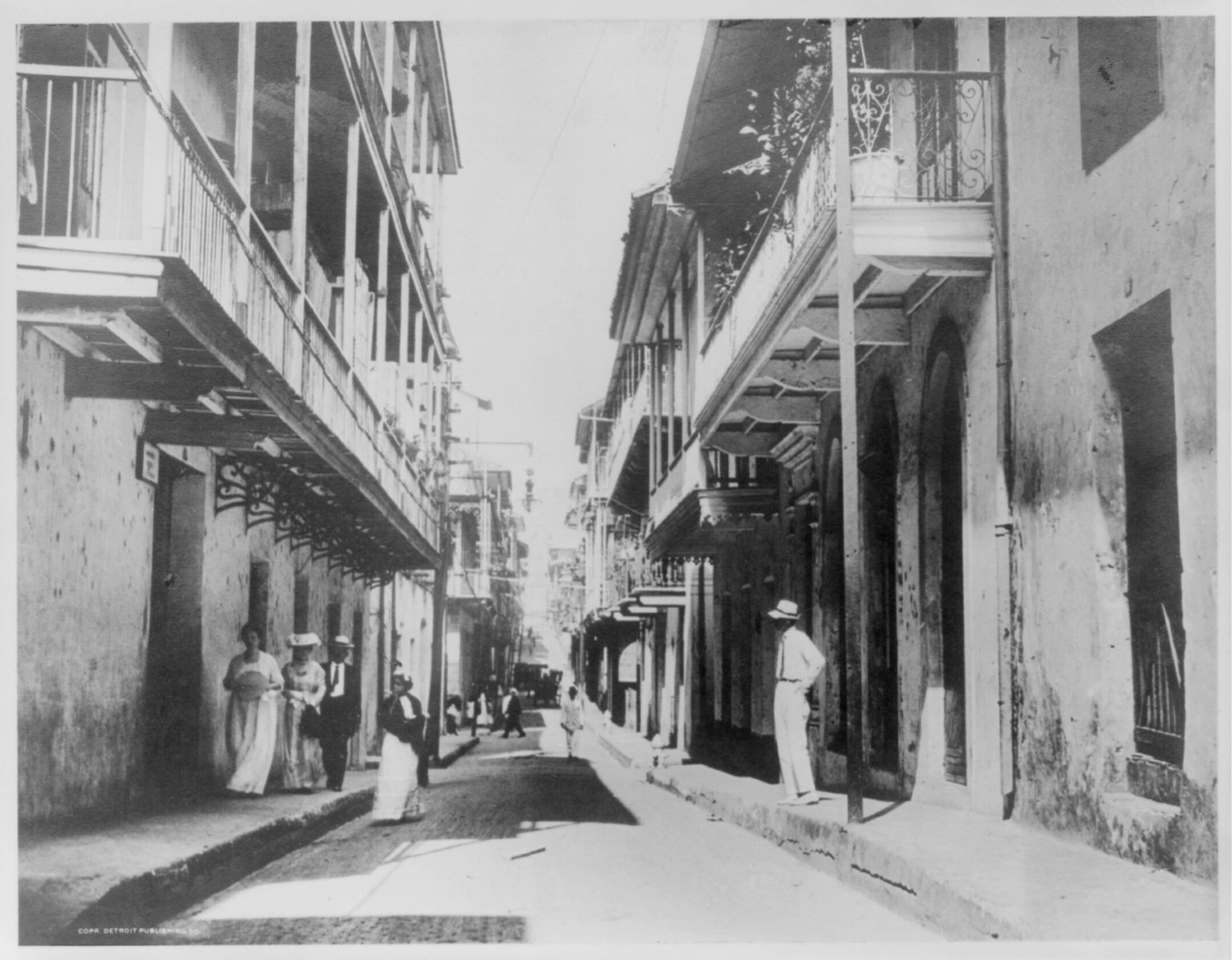
Imagen típica de una calle de Ciudad de Panamá en 1914.

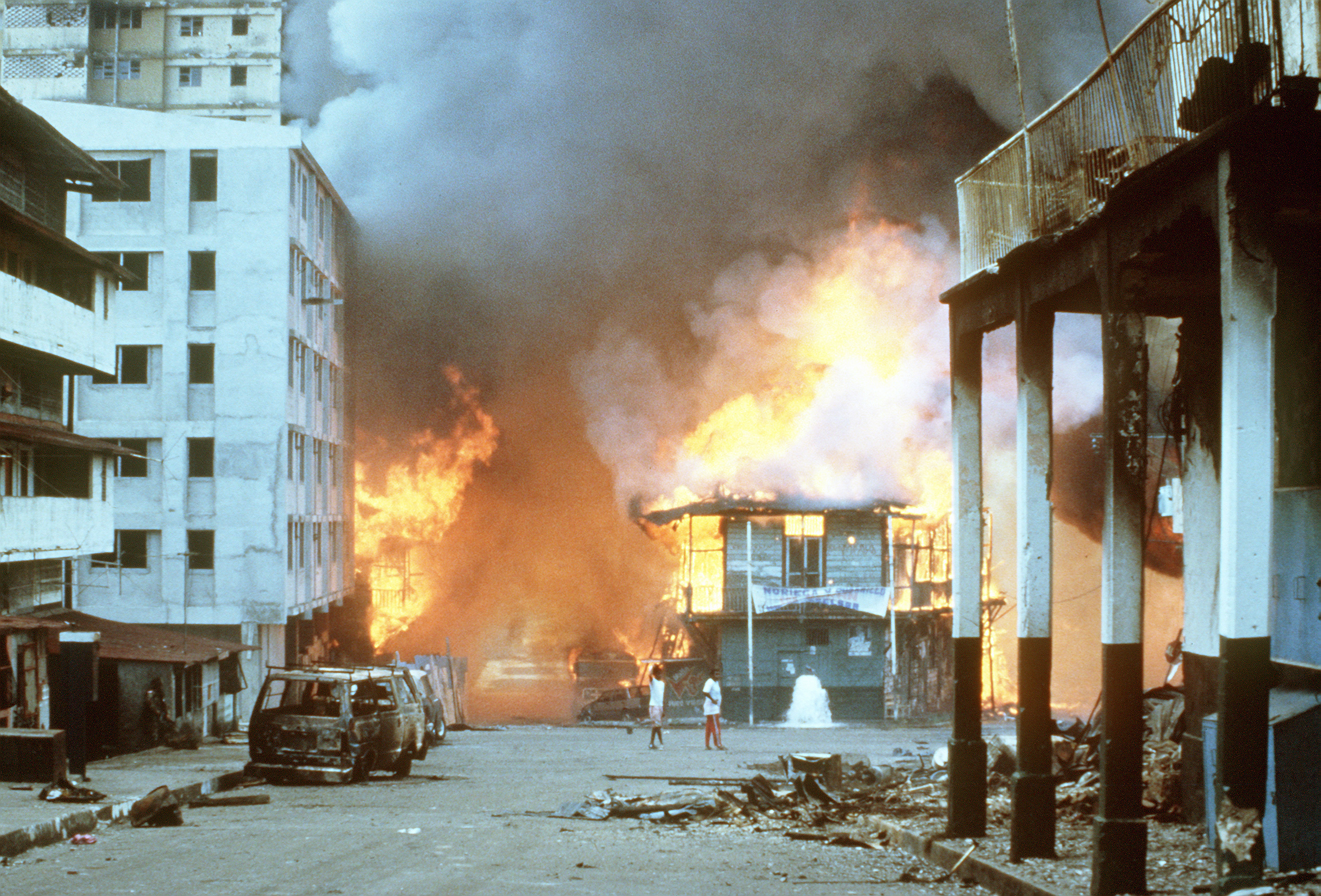
La ciudad tras la invasión estadounidense de 1989.

Durante la Segunda Guerra Mundial, la construcción de bases militares y la presencia de grandes cantidades de militares y personal civil estadounidenses trajeron nuevos niveles de prosperidad a la ciudad. A través de los años, sin embargo, los beneficios de esa presencia en el área del canal significaron, desde la perspectiva de los panameños, una afrenta debido a que, hasta los años 1960, los panameños tenían acceso limitado a varias áreas en las cercanías del Canal. Muchas de esas áreas eran zonas militares accesibles solo al personal estadounidense.
A finales de los años 1970 y durante los años 1980, la ciudad se convirtió en un centro bancario. En 1989, luego de casi un año de tensión entre los Estados Unidos y Panamá, George Bush ordenó una invasión para defenestrar al líder panameño, General Manuel Antonio Noriega. Como resultado de esa acción llamada Operación Causa Justa, una parte del vecindario de El Chorrillo, que consistía de antiguos edificios de madera de inicios del siglo XX, fue destruida por el intenso bombardeo.

### SigloXXI
La ciudad sigue siendo uno de los centros bancarios más grandes del mundo, estableciendo varios controles para el flujo de dinero, que aumentó la credibilidad y la seguridad en las inversiones. El puerto de Balboa operado por la compañía Hutchison Whampoa, originaria de Hong Kong, es también una importante actividad en la ciudad.

## Características urbanas

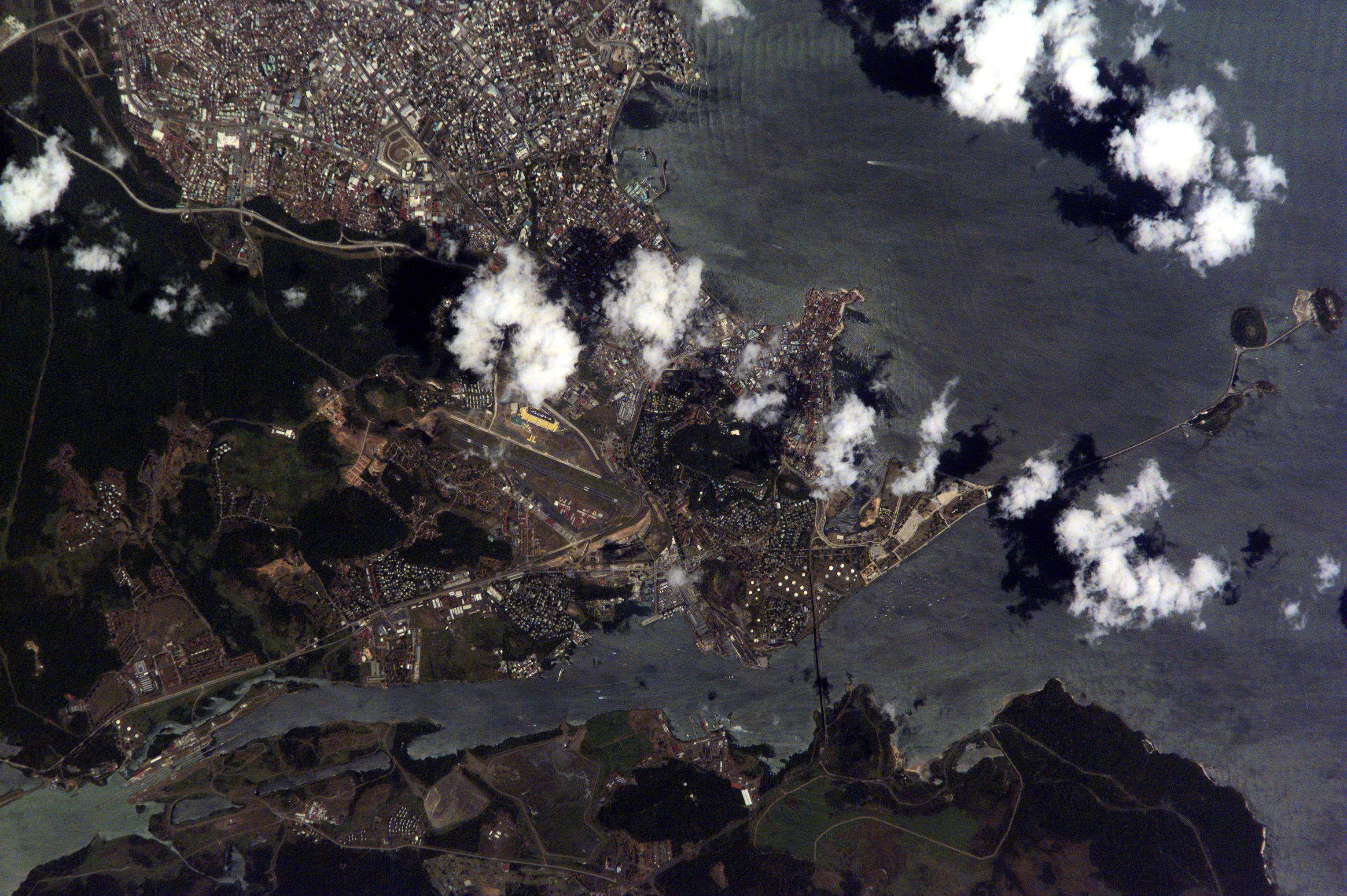
Vista satelital del Casco Antiguo y sus alrededores.

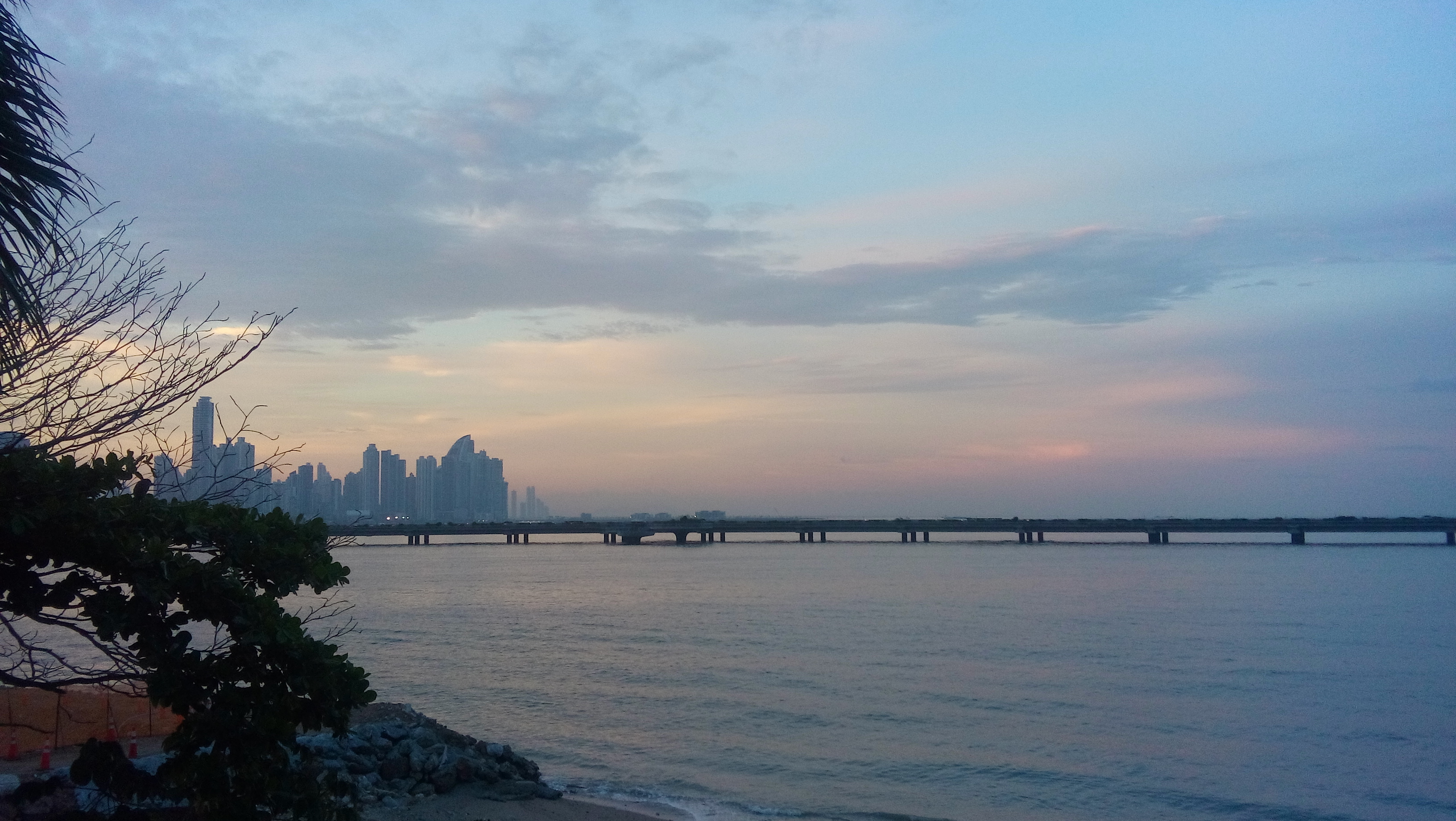
Vista de la ciudad de Panamá desde el Casco Antiguo.

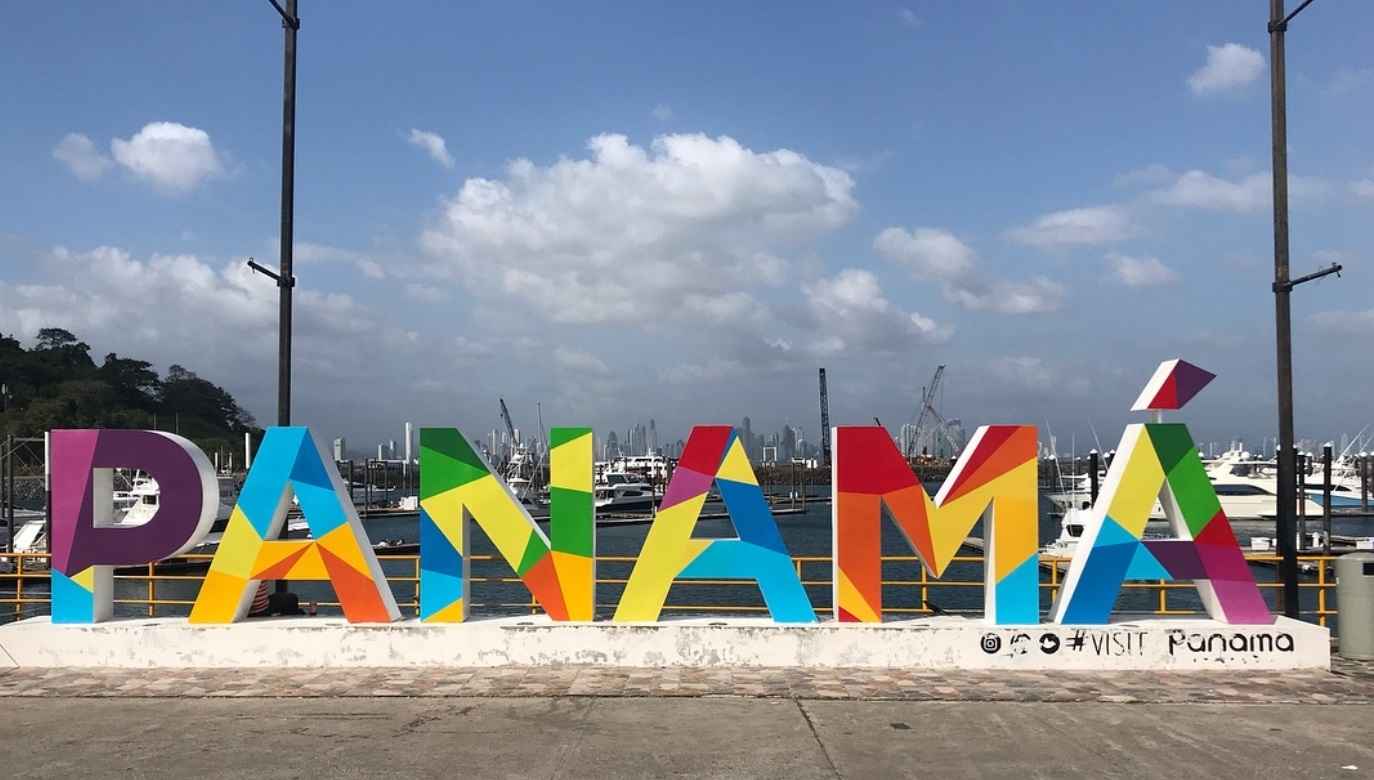
Letrero 3D turístico

Actualmente, se encuentran en proyecto, aprobados o en construcción una gran cantidad de edificios que superan los 200 m de altura, e incluso algunos que alcanzan los 300 m, y estarán incluidos dentro de los 200 rascacielos más altos del mundo. Sus edificios marcarán un nuevo panorama urbano en la ciudad, que se ha convertido en la "ciudad de los rascacielos" de América Latina.
La historia de la construcción de edificaciones en la ciudad comenzó con la construcción de la Catedral de Nuestra Señora de la Asunción, que con 27 metros de altura se convirtió en una de las más altas de la ciudad en el Siglo XII. Aunque Panamá no siempre tuvo grandes rascacielos, a través de los años la ciudad ha ido transformándose en una de las urbes con más rascacielos en el continente americano. En 2007 se construyó el Aqualina Tower, que con 210m y 63 pisos era el edificio culminado más alto del país, en el año 2010; The Point fue construido superando esa altura, convirtiéndose en la más alta de la ciudad con 266m y 67 pisos. Entre otros está el JW Marriott Panamá, anteriormente conocido como Trump Ocean Club International Hotel & Tower, el más alto actualmente con 293 metros y 70 pisos, uno de los más modernos de Centroamérica y América Latina. Aunque es el más alto del país, la Torre Vitri, es la que más pisos mantiene con 75, para uso residencial y como la mayoría de este tipo de rascacielos se encuentra en el sector de Costa Del Este.
Además se tenía planificado construir la Torre Financiera, de 69 pisos de altura y de 427 metros de altura, cuyo costo se estimaba en unos 250 millones de dólares, y que albergaría distintas instituciones estatales. Estaba destinada a convertirse en el edificio más grande de América Latina, con un mirador popular y debía estar lista en 2013. Sin embargo, luego de múltiples quejas, el entonces presidente Ricardo Martinelli abandonó el proyecto y cedió los terrenos al vecino Hospital del Niño.
En la ciudad hay más de 212 edificaciones planeadas, 202 edificios en construcción, 174 edificios construidos, 17 edificios sin construir.
Durante varios años, el horizonte de la ciudad siguió siendo el mismo, con solo cuatro edificios de más de 150 m. A partir de comienzos de la década de 2000, se experimentó un gran auge de la construcción, con nuevos edificios que se levantaron por toda la ciudad.

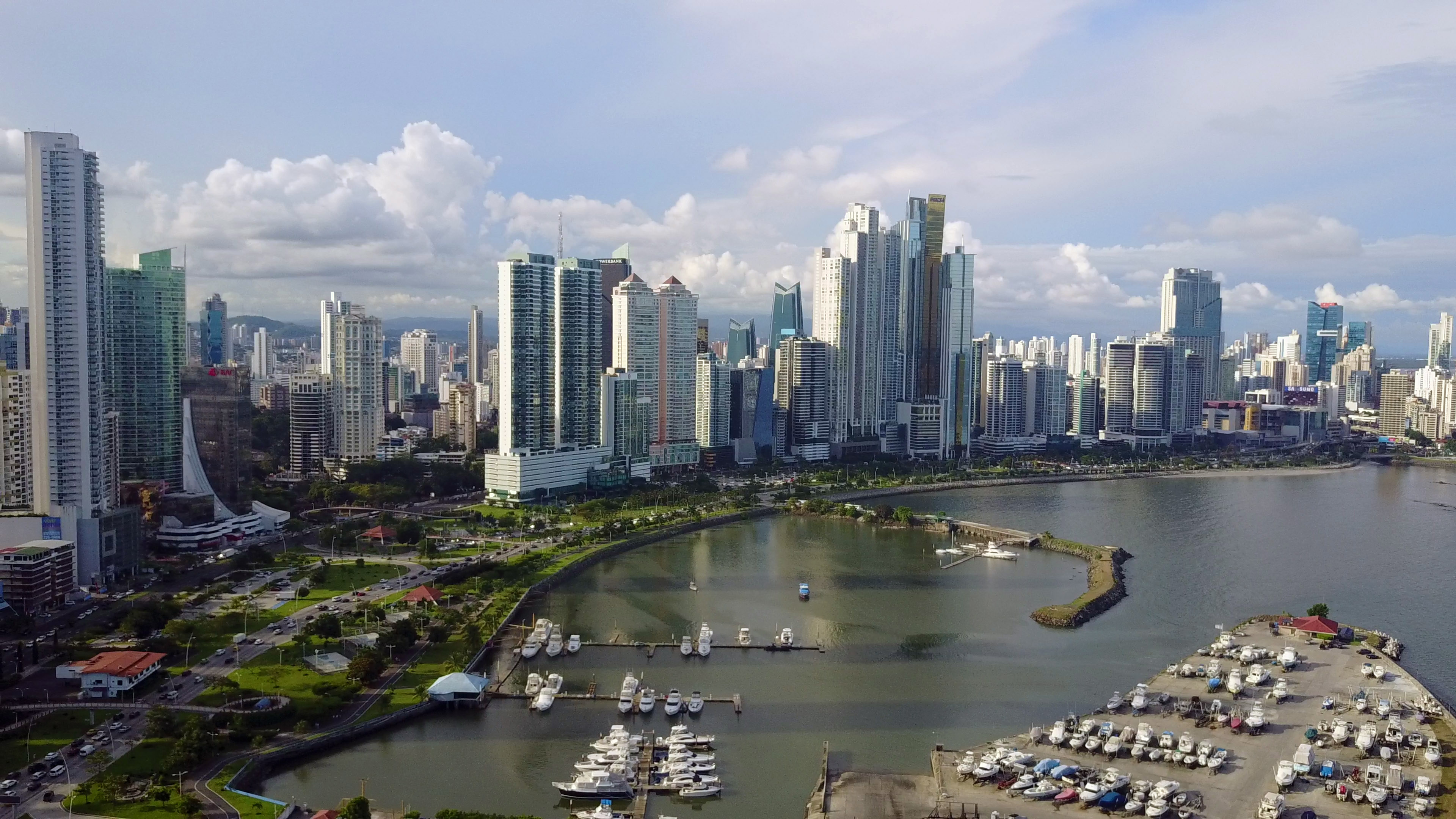
Costa de la ciudad de Panamá.

## Geografía

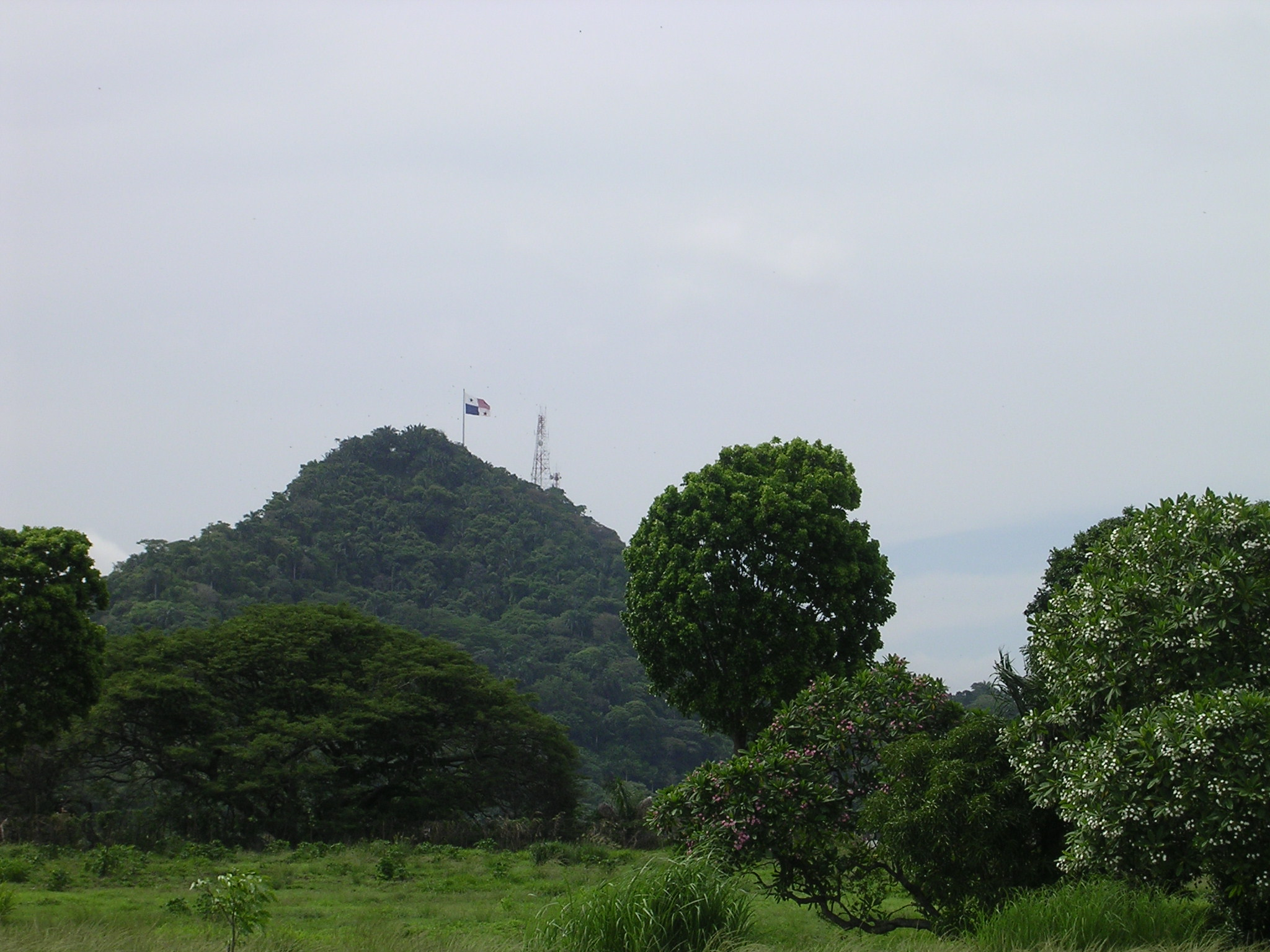
El cerro Ancón es el punto más alto del centro de la ciudad, con 199 metros de altura.

### Localización
La Ciudad de Panamá está ubicada en América Central, en las coordenadas 8° 58' 59.9988'' N 79° 31' 0.0120'' W
La ciudad creció físicamente alargándose en extensión, debido a la estrechez causada por la antigua Zona del Canal y la bahía de Panamá, lo que ha generado una infraestructura vial extendida hacia el noreste. El crecimiento urbano se inició con la fundación del casco antiguo, cerca de la entrada del canal y a la orilla del océano Pacífico a 0 m s. n. m., su elevación más baja, y se va extendiendo hacia el este y el norte, en una región plana y ventilada y elevándose hasta alcanzar cotas superiores a 700 m s. n. m. en algunos sectores del corregimiento 24 de diciembre.   Tiene una extensión aproximada de 100 km² (16 km × 7 km).
Las ciudades capitales más cercanas en línea recta a la Ciudad de Panamá son:
- San José:  514 km
- Bogotá: 767 km
- Managua: 814 km
- Quito: 990 km
- Tegucigalpa: 1010 km

### Hidrografía
La ciudad está atravesada por 8 ríos: Cárdenas, Curundú, Matasnillo, Matías Hernández, Abajo, Juan Díaz, Tapía y Tocumen.  y se ubica al sureste de la cuenca hidrográfica del Canal de Panamá

### Clima
Según la clasificación climática de Köppen, el clima de la Ciudad de Panamá se puede considerar de transición entre el Clima tropical de sabana (Aw) y el Clima tropical monzonico (Am). La precipitación anual promedio está cerca de los 2,000 mm anuales, una humedad relativa promedio de 75 % y una temperatura promedio de 27 °C, con máximas absolutas de hasta 39 °C y mínimas de 20 °C. Las horas de pleno sol en la ciudad son escasas debido a la influencia de la Zona de Convergencia Intertropical, donde hay una formación de nubes casi continua, incluso durante la estación seca.
| Parámetros climáticos promedio de la Ciudad de Panamá | Parámetros climáticos promedio de la Ciudad de Panamá | Parámetros climáticos promedio de la Ciudad de Panamá | Parámetros climáticos promedio de la Ciudad de Panamá | Parámetros climáticos promedio de la Ciudad de Panamá | Parámetros climáticos promedio de la Ciudad de Panamá | Parámetros climáticos promedio de la Ciudad de Panamá | Parámetros climáticos promedio de la Ciudad de Panamá | Parámetros climáticos promedio de la Ciudad de Panamá | Parámetros climáticos promedio de la Ciudad de Panamá | Parámetros climáticos promedio de la Ciudad de Panamá | Parámetros climáticos promedio de la Ciudad de Panamá | Parámetros climáticos promedio de la Ciudad de Panamá | Parámetros climáticos promedio de la Ciudad de Panamá |
| Mes                                                   | Ene.                                                  | Feb.                                                  | Mar.                                                  | Abr.                                                  | May.                                                  | Jun.                                                  | Jul.                                                  | Ago.                                                  | Sep.                                                  | Oct.                                                  | Nov.                                                  | Dic.                                                  | Anual                                                 |
| ----------------------------------------------------- | ----------------------------------------------------- | ----------------------------------------------------- | ----------------------------------------------------- | ----------------------------------------------------- | ----------------------------------------------------- | ----------------------------------------------------- | ----------------------------------------------------- | ----------------------------------------------------- | ----------------------------------------------------- | ----------------------------------------------------- | ----------------------------------------------------- | ----------------------------------------------------- | ----------------------------------------------------- |
| Temp. máx. abs. (°C)                                  | 36.8                                                  | 36.7                                                  | 37.2                                                  | 39.0                                                  | 38.0                                                  | 38.0                                                  | 36.0                                                  | 38.0                                                  | 35.4                                                  | 35.2                                                  | 35.9                                                  | 36.0                                                  | 39                                                    |
| Temp. máx. media (°C)                                 | 31.7                                                  | 31.7                                                  | 32.2                                                  | 32.2                                                  | 31.1                                                  | 30.6                                                  | 30.6                                                  | 30.6                                                  | 30.0                                                  | 29.4                                                  | 30.0                                                  | 30.6                                                  | 31.0                                                  |
| Temp. media (°C)                                      | 28.1                                                  | 28.1                                                  | 28.6                                                  | 28.9                                                  | 28.3                                                  | 27.8                                                  | 27.8                                                  | 27.8                                                  | 27.2                                                  | 27.0                                                  | 27.2                                                  | 27.5                                                  | 28.1                                                  |
| Temp. mín. media (°C)                                 | 24.4                                                  | 24.4                                                  | 25.0                                                  | 25.6                                                  | 25.6                                                  | 25.0                                                  | 25.0                                                  | 25.0                                                  | 24.4                                                  | 24.4                                                  | 24.4                                                  | 24.4                                                  | 24.8                                                  |
| Temp. mín. abs. (°C)                                  | 16.5                                                  | 15.0                                                  | 16.0                                                  | 15.0                                                  | 18.0                                                  | 17.2                                                  | 17.0                                                  | 17.5                                                  | 18.5                                                  | 17.0                                                  | 17.4                                                  | 16.8                                                  | 15.0                                                  |
| Lluvias (mm)                                          | 27.5                                                  | 13.5                                                  | 28.3                                                  | 80.5                                                  | 272.8                                                 | 248.8                                                 | 234.5                                                 | 268.1                                                 | 332.4                                                 | 427.3                                                 | 290.1                                                 | 128.6                                                 | 2352.4                                                |
| Días de lluvias (≥ 0.1 mm)                            | 2.9                                                   | 1.3                                                   | 1.4                                                   | 4.9                                                   | 15.0                                                  | 16.0                                                  | 14.0                                                  | 15.0                                                  | 17.0                                                  | 20.0                                                  | 16.0                                                  | 7.5                                                   | 131.0                                                 |
| Horas de sol                                          | 228.9                                                 | 245.2                                                 | 183.9                                                 | 173.1                                                 | 108.5                                                 | 116.3                                                 | 106.1                                                 | 118.1                                                 | 99.2                                                  | 103.9                                                 | 139.8                                                 | 120.5                                                 | 1743.5                                                |
| Fuente: 10 de octubre de 2011                         |                                                       |                                                       |                                                       |                                                       |                                                       |                                                       |                                                       |                                                       |                                                       |                                                       |                                                       |                                                       |                                                       |

Nota:
- La información climatológica está basada en las medias mensuales para el periodo de 30 años 1971-2000.
- Número medio de días de lluvia = Número medio de días con precipitación superior o igual a 0,1 mm.

| Mapas geográficos de la ciudad de Panamá |         |            |
|                                          |         |            |
| Área Metropolitana Central               | Relieve | Hidrología |

### Parques
Esta urbe cuenta con diversos parques atractivos para sus ciudadanos y turistas.

Águila harpía en el Parque Municipal Summit.

- El Parque de la Juventud o Parque Recreativo Omar Torrijos conocido coloquialmente como Parque Omar, está ubicado en el centro de la metrópoli y está declarado como área verde nacional. El parque cuenta con instalaciones de uso público, como gimnasio, piscina, canchas de tenis, béisbol, baloncesto y fútbol, un auditorio al aire libre, sala de reuniones, biblioteca, restaurantes, etc. Este es un lugar donde se llevan a cabo diferentes actividades de tipo cultural, religioso, social, y que promuevan la salud pública. El recorrido a lo largo de su perímetro mide aproximadamente 5 km. El Parque Recreativo Omar, de 56,5 ha, es el más visitado del país por ser un atractivo natural y un espacio de esparcimiento en la Ciudad de Panamá. Recibe un promedio de 25 000 personas mensualmente.[48]
- El parque natural Metropolitano de Panamá consta de una superficie de 232 ha. Está ubicado en el corregimiento de Ancón y es un área protegida que se encuentra dentro de los límites de una metrópoli. Su objetivo es preservar en la Ciudad de Panamá un área natural que contribuya a mantener el equilibrio entre un medio natural y su hábitat humano, mientras protege la diversidad biológica, proporcionando un adecuado hábitat a especies que requieren de amplios territorios.[49]
- El parque nacional Caminos de Cruces se encuentra situado en la provincia de Panamá y está ubicado a 15 km al norte de la Ciudad de Panamá. Creado en el año 1992, este parque posee una extensión de 4590 ha y está situado entre el parque nacional Soberanía, al norte, y el parque natural Metropolitano, al sur, sirve de nexo entre estos dos parques nacionales y garantiza el flujo ininterrumpido de las especies entre ambas áreas protegidas. La riqueza y variedad de la fauna y flora de este parque nacional se complementan con el gran valor histórico y cultural del Camino de Cruces o Camino Real de la época colonial, donde se encuentra un trecho restaurado con su característico empedrado.[50]
- El parque nacional Soberanía está localizado cerca de las riberas del Canal de Panamá, con una superficie de 19 341 hectáreas de bosque tropical húmedo. Este parque es el hábitat de más de 1300 plantas y 100 animales. Los cerros y colinas, ondulados y accidentados dominan su orografía, cuya máxima altitud se alcanza en el cerro Calabaza (85 m s. n. m.). Ha sido reconocido internacionalmente por poseer una de las más ricas diversidades de aves. Mucha historia envuelve a este parque debido a los conquistadores españoles que llegaron tras el descubrimiento de 1492.[51] El parque natural Metropolitano forma, junto con el parque nacional Caminos de Cruces y el parque nacional Soberanía, un corredor biológico que se extiende a lo largo de la ribera este del Canal de Panamá.
- Parque San Juan Pablo II o Parque Metropark.

### Jardín Botánico y Refugio de Vida Silvestre
El parque Municipal Summit, con 50 hectáreas, es un área recreativa natural de Panamá. Cuenta con un jardín botánico y un refugio de fauna silvestres, así como áreas recreativas para el desarrollo de actividades al aire libre. Está localizado en el Corregimiento de Ancón. El parque incluye una representación de especies de plantas provenientes de países tropicales y subtropicales de todo el mundo, así como las especies nativas de Panamá. Cuenta con una especial representación de las plantas, árboles y otras que fueron introducidas, así como las propias de Panamá, que tienen usos beneficiosos para el humano, ya sea como alimentos, medicinas, material para construcción y ornamentales.

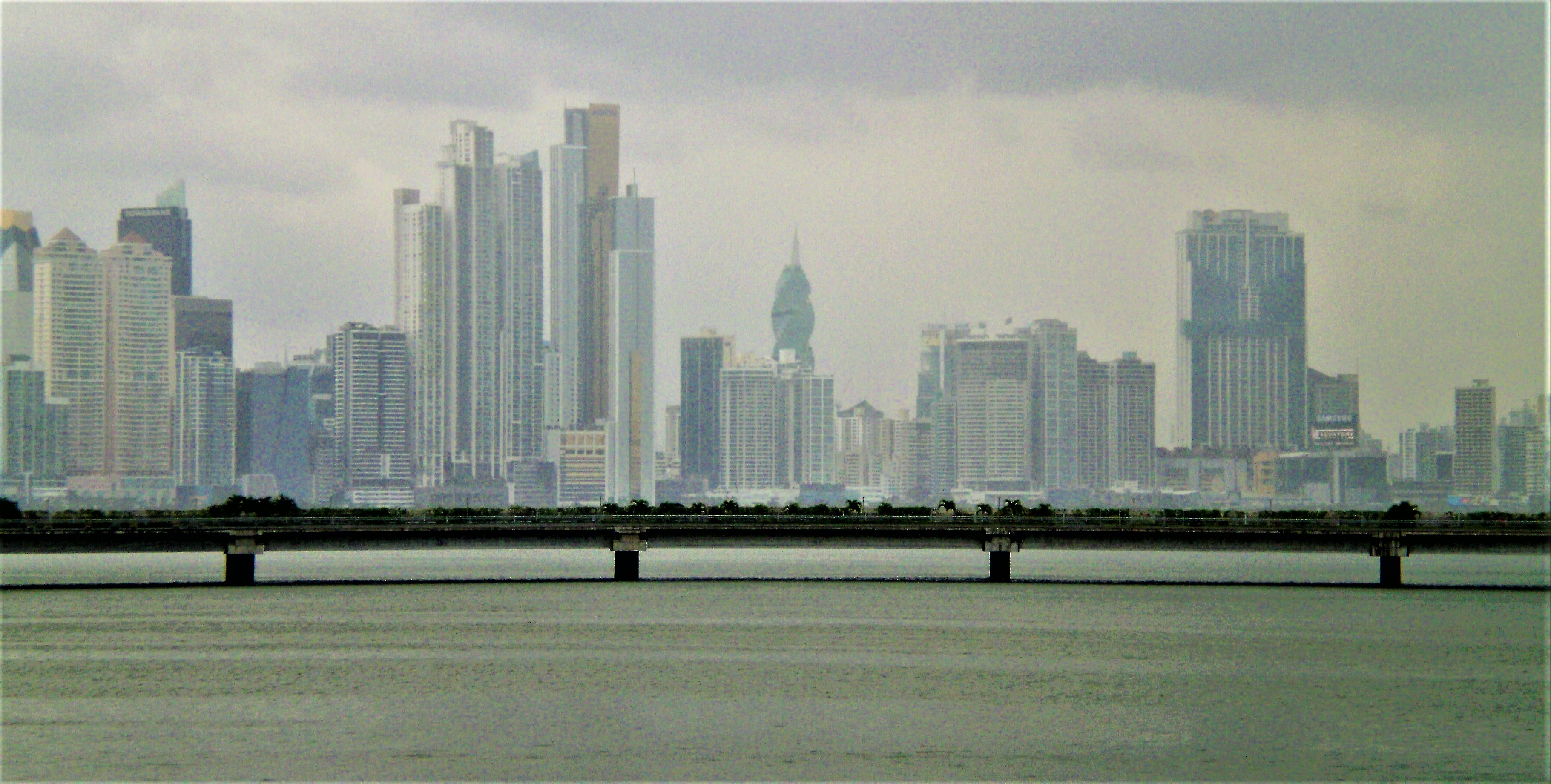
Cinta costera, que rodea exteriormente el centro histórico de la Ciudad de Panamá.

### Crecimiento de la ciudad
La nueva Ciudad de Panamá ha sufrido fuertes cambios en los últimos años. Desde el año 1999, con la salida de las tropas estadounidenses y la obtención de la soberanía total del país, la ciudad ha acogido gran cantidad de ciudadanos extranjeros. Desde el año de 2002 a 2005 han establecido su residencia en el país 25 000 canadienses y 100 000 colombianos, entre otros.
Según las previsiones hechas por los expertos, la población del área metropolitana de la Ciudad de Panamá para el año 2020 alcanzaría unos 3.8 millones. El cálculo está consignado en el Plan de Desarrollo Urbano de las Áreas Metropolitanas del Pacífico y del Atlántico, hecho en 1997. De acuerdo con el documento, la población del área metropolitana dentro de 10 años sería de 2,4 millones de personas. La ciudad, gracias al gran crecimiento de población, ha sido demandada a hacer nuevas calles y vecindarios, aunque frecuentemente las calles no son muy ordenadas o cuadriláteras. Esto, junto al alto promedio de autos por habitante que existe en el país y la centralización del trabajo en la capital, ha ocasionado que constantemente exista congestionamiento vehicular en la ciudad, e incluso expandiéndose a provincias aledañas, como Colón y Panamá Oeste.
| Evolución del crecimiento de la ciudad de Panamá |                       |
|                                                  |                       |
| Ciudad de Panamá 1955                            | Ciudad de Panamá 2005 |

## Demografía
| Población de la ciudad de Panamá: |           | |
| Año                               | Población | Observaciones                                                                                           |
| 1519                              | 100       | Se funda Panamá                                                                                         |
| 1541                              | 4000      | |
| 1575                              | 3500      | |
| 1607                              | 4795      | |
| 1640                              | 8000      | |
| 1670                              | 12 000    | |
| 1790                              | 7000      | |
| 1832                              | 10 000    | |
| 1848                              | n.d.      | La ciudad experimenta un auge económico. Aumenta el tránsito con destino las minas de oro en California |
| 1856                              | 12 000    | |
| 1865                              | 8209      | |
| 1879                              | n.d.      | Se inician los trabajos de construcción del Canal Interoceánico.                                        |
| 1888                              | 9855      | |
| n.d.                              | 24 000    | |
| 1905                              | 21 984    | |
| 1911                              | 37 505    | |
| 1920                              | 59 458    | |
| 1930                              | 74 409    | |
| 1940                              | 111 893   | |
| 1950                              | 127 874   | |
| 1960                              | 273 440   | |
| 1969                              | 389 000   | |
| n.d.: Información no disponible   |           | |

La ciudad posee una población de 430 299 habitantes, según el censo realizado en 2010. Se incluye en esta cifra los corregimientos de San Felipe, El Chorrillo, Santa Ana, Calidonia o La Exposición, Curundú, Bethania, Bella Vista, Pueblo Nuevo, San Francisco, Parque Lefevre, Río Abajo, Juan Díaz y Pedregal. Se excluyen a los corregimientos de Ancón, Chilibre, Las Cumbres, Las Mañanitas, Pacora, San Martín, Tocumen y 24 de diciembre).
De acuerdo con el censo de 2010, habitan 880 691 personas en el distrito de Panamá (incluyendo todos los corregimientos antes indicados) y 315 019 habitantes en el distrito de San Miguelito, haciendo que el área metropolitana de Ciudad de Panamá supere los 1.2 millones de habitantes. En un país con una población estimada en 3 706 596 habitantes (2014), el área metropolitana aglomera cerca del 40 % del total demográfico nacional.

## Educación

### Escuelas

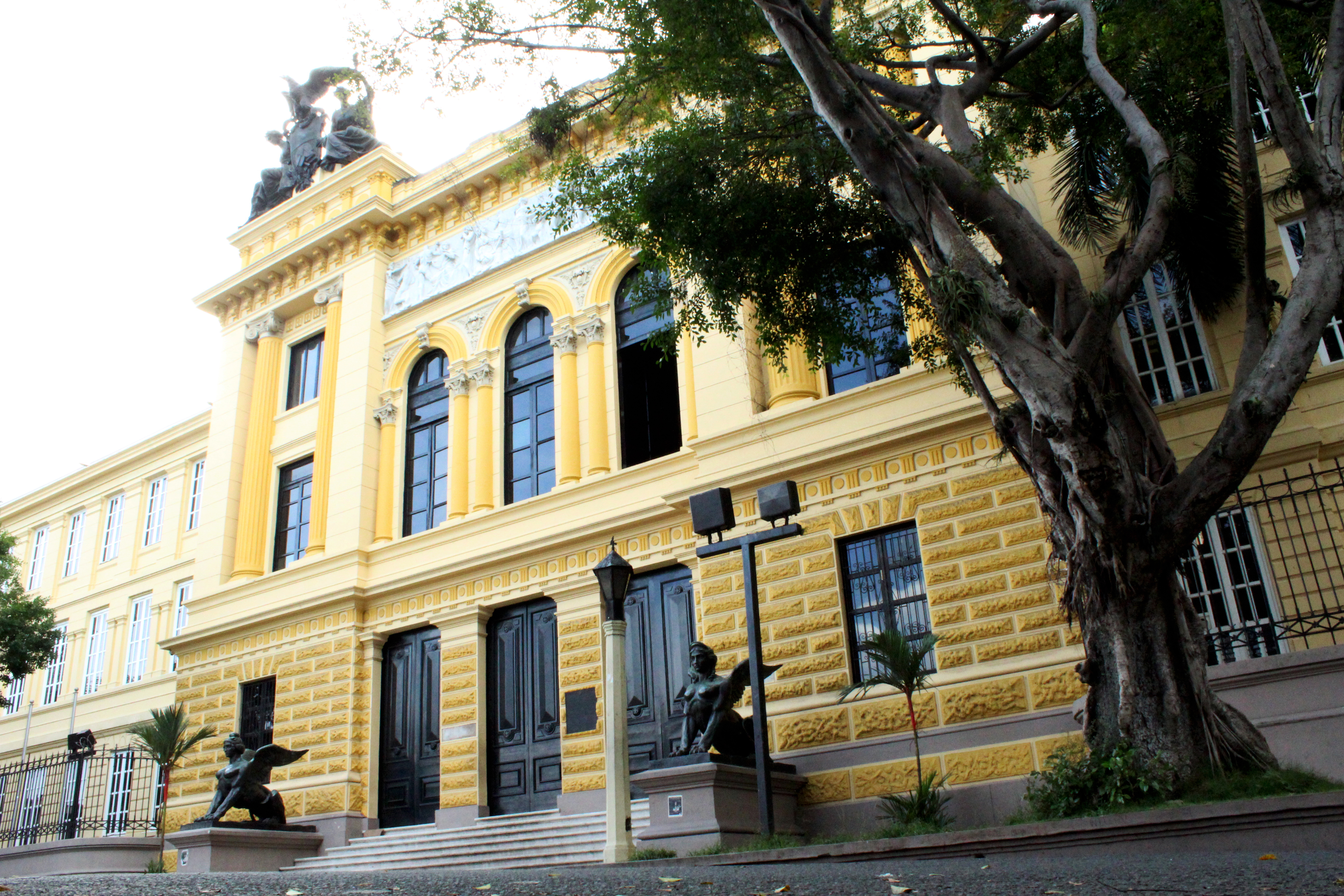
El Instituto Nacional de Panamá fue uno de los primeros colegios fundados en el país.

La ciudad cuenta con escuelas, tanto particulares como privadas, las cuales generalmente cubren todos los niveles de enseñanza. Algunas de ellas están especializadas u orientadas al desarrollo de habilidades en distintas profesiones técnicas. Dentro de los colegios públicos más importantes de la ciudad están: el Instituto Nacional de Panamá, la Escuela Profesional Isabel Herrera de Obaldía, el Instituto José Dolores Moscote, el Instituto Fermín Naudeau, el Instituto América, el Instituto Comercial Panamá, entre otros. Entre los colegios privados están el Instituto Panamericano, Colegio San Agustín, Colegio Javier, Colegio de La Salle, Colegio Brader, Colegio San Vicente de Paul, Colegio Parroquial San Judas Tadeo, Colegio William H. Kilpatrick, Colegio de Las Esclavas del Sagrado Corazón de Jesús, Escuela Panamá, entre otros.[cita requerida]
Entre los institutos de educación secundaria pública de la ciudad, destacan el Instituto Nacional de Panamá, el Instituto Fermín Naudeau y el Colegio Artes y Oficios Melchor Lasso de la Vega, el Instituto América, el Instituto Comercial Panamá, el Instituto José Dolores Moscote, el Instituto Dr. Alfredo Cantón, entre otros.
A nivel de educación privada están el Instituto Justo Arosemena, Colegio San Vicente de Paúl, Colegio Javier, San Agustín y La Salle, Instituto Panamericano entre otros.

### Universidades

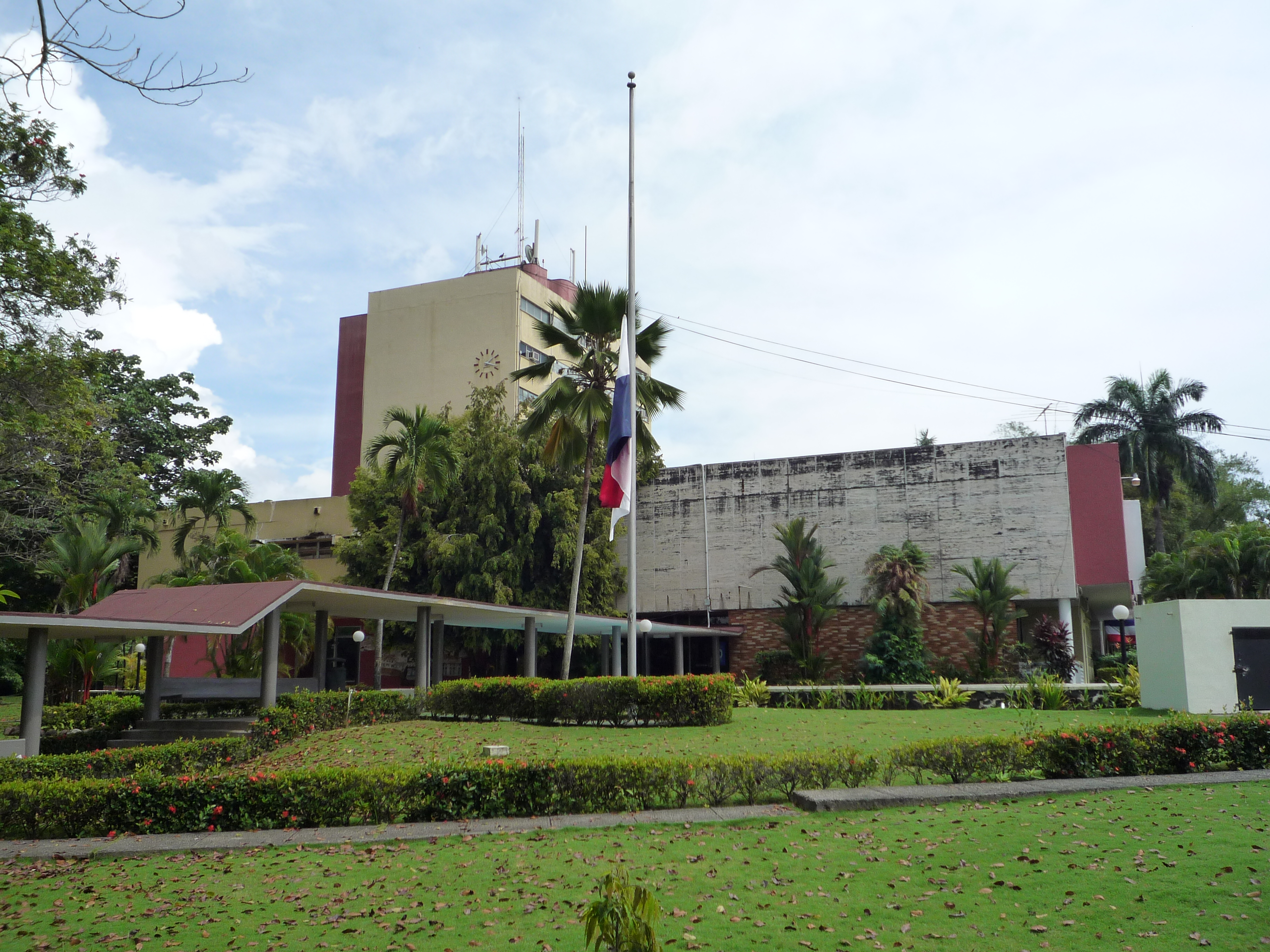
La Universidad de Panamá es la principal universidad del país.

La oferta universitaria está encabezada por 4 universidades estatales: la Universidad de Panamá (fundada en 1935), la Universidad Tecnológica de Panamá (fundada en 1981), La Universidad Especializada de Las Américas y la Universidad Marítima Internacional de Panamá. Igualmente, existen varias universidades privadas como la Universidad Interamericana (UIP) esta universidad es la única de Panamá que cuenta con la red Laureate International Universities (Red más grande de convenios internacionales con universidades privadas por todo el mundo), Universidad Católica Santa María La Antigua (USMA), la Universidad Latina, la Universidad Latinoamericana de Ciencia y Tecnología (ULACIT), al Universidad del Istmo (UDI), Univerisidad de las Artes GANEXA y la Universidad Metropolitana de Educación Ciencia y Tecnología (UMECIT). Muchas de estas universidades y otras especializadas, como la Universidad Marítima Internacional de Panamá (UMIP), ofrecen carreras orientadas a la actividad naval, portuaria y canalera, de gran relevancia para el país.[cita requerida]
Varios campus subsidiarios de universidades extranjeras también están ubicados en la ciudad. La Universidad Estatal de Florida (FSU) opera aquí un campus desde 1957, orientado originalmente a la población norteamericana residente en la antigua Zona del Canal y reconocido luego por las autoridades educativas panameñas en 1996. La Universidad de Chile también tiene representación del campus en la ciudad en alianza con QLU (Quality Leadership University), cuyo programa de Maestría en Administración de Empresas (MBA) fue reconocido como uno de los mejores en América Latina.

## Cultura
La población de la ciudad es mayormente católica, aunque existe libertad de cultos y un sinnúmero de religiones e iglesias tienen sede en la ciudad.  Su santa patrona es Santa María la Antigua. 
La institución encargada de la difusión cultural en el país es el Instituto Nacional de Cultura (INAC) el cual «fue creado mediante la ley número 63 del 6 de junio de 1974, por el Consejo Nacional de Legislación. Según dicho decreto le corresponde primordialmente “La Orientación, Fomento, Coordinación y Dirección de las actividades culturales en el Territorio Nacional”».
«Desde su creación el Instituto Nacional de Cultura (INAC) ha estado ubicado en distintas sedes y no es hasta mediados de 1995 que obtiene un edificio propio donde actualmente están todas sus oficinas principales. En este edificio funcionó la Asamblea Nacional y luego la Corte Suprema de Justicia; dicho edificio está ubicada en Las Bóvedas (Fortificación Colonial) en el denominado Casco Antiguo de Panamá.»
Otra Institución que se destaca por la difusión cultural es la Ciudad del Saber. el cual es un parque empresarial, científico y tecnológico.
En el año 2003, la ciudad fue elegida como la capital internacional de la cultura, junto a Curitiba, Brasil.

### Arte
Diversos grupos de creación artística independiente se mueven en la ciudad, produciendo diversas manifestaciones, tanto tradicionalmente figurativas como el arte contemporáneo conceptual y postmodernista, hasta las producciones de grupos originarios que complementan con su riqueza cultural la diversidad creativa de la ciudad, aunque las políticas en favor de una amplia difusión de la cultura no han estado en la agenda de los últimos gobiernos, siendo más bien acciones dispersas, carentes de una visión unificadora o proyecto cultura país, que lleve al ciudadano a asimilar la relación entre cultura y desarrollo. El espectro potencial de Panamá en las artes es vasto.
La ciudad tiene mucho que expresar, y camina lentamente hacia una definición que le dé cuerpo a las expresiones artísticas y culturales.
Artistas activos de varias generaciones definidos y emergentes, de corrientes múltiples convergen en Panamá o crean desde fuera, aportando al enriquecimiento de las artes visuales, escénicas, gráficas, etc.
Entre los pintores vanguardistas, destaca el pintor Ricardo Mata, quien es considerado un artista crítico de la sociedad. Tuvo como maestros a su padre Guillermo Mata Iglesias, Alfredo Sinclair, Alberto Dutari, Juan B. Jeanine, Juan Manuel Cedeño y Oswaldo Guayasamín.

### Literatura
Probablemente la manifestación creativa más antigua de esta ciudad fundada en 1519 sea esta: Rodrigo Miró cita a Gonzalo Fernández de Oviedo y Valdés como el autor del primer cuento escrito en Panamá y publicado como parte de la Historia general y natural de las Indias en 1535. Desde entonces, muchos narradores y poetas se han inspirado en la ciudad de origen europeo más antigua del Pacífico americano, cosmopolita y rica en una historia cargada de invasiones, saqueos, tráfico de plata y oro, paso de gente, ataques de piratas y guerras. Algunos poetas y narradores nacidos en la Ciudad de Panamá son Manuel María Ayala (1785-1824), Amelia Denis de Icaza (1836-1911), Darío Herrera (1870-1914), Ricardo Miró (1883-1940), Gaspar Octavio Hernández (1893-1918), Demetrio Korsi (1899-1957), Ricardo Bermúdez (1914-2000), Joaquín Beleño (1922-1988), Ernesto Endara (1932- ), Diana Morán (1932-1987), José Córdova (escritor) (1937- ), Pedro Rivera (escritor) (1939- ), Moravia Ochoa López (1941- ), Roberto Fernández Iglesias (1941- ), Jarl Ricardo Babot (1946- ), Giovanna Benedetti (1949- ), Manuel Orestes Nieto (1951- ), Moisés Pascual (1955- ), Héctor Miguel Collado (1960- ), David Robinson Orobio (1960- ), Katia Chiari (1969- ), Carlos Oriel Wynter Melo (1971- ), José Luis Rodríguez Pittí (1971- ) y Sofía Santim (1982- ).

#### Bibliotecas
La Biblioteca Nacional (BINAL) es la biblioteca pública más importante de la ciudad. Esta institución abrió sus puertas el 11 de julio de 1942 mediante el decreto 238 de 31 de enero de 1942.

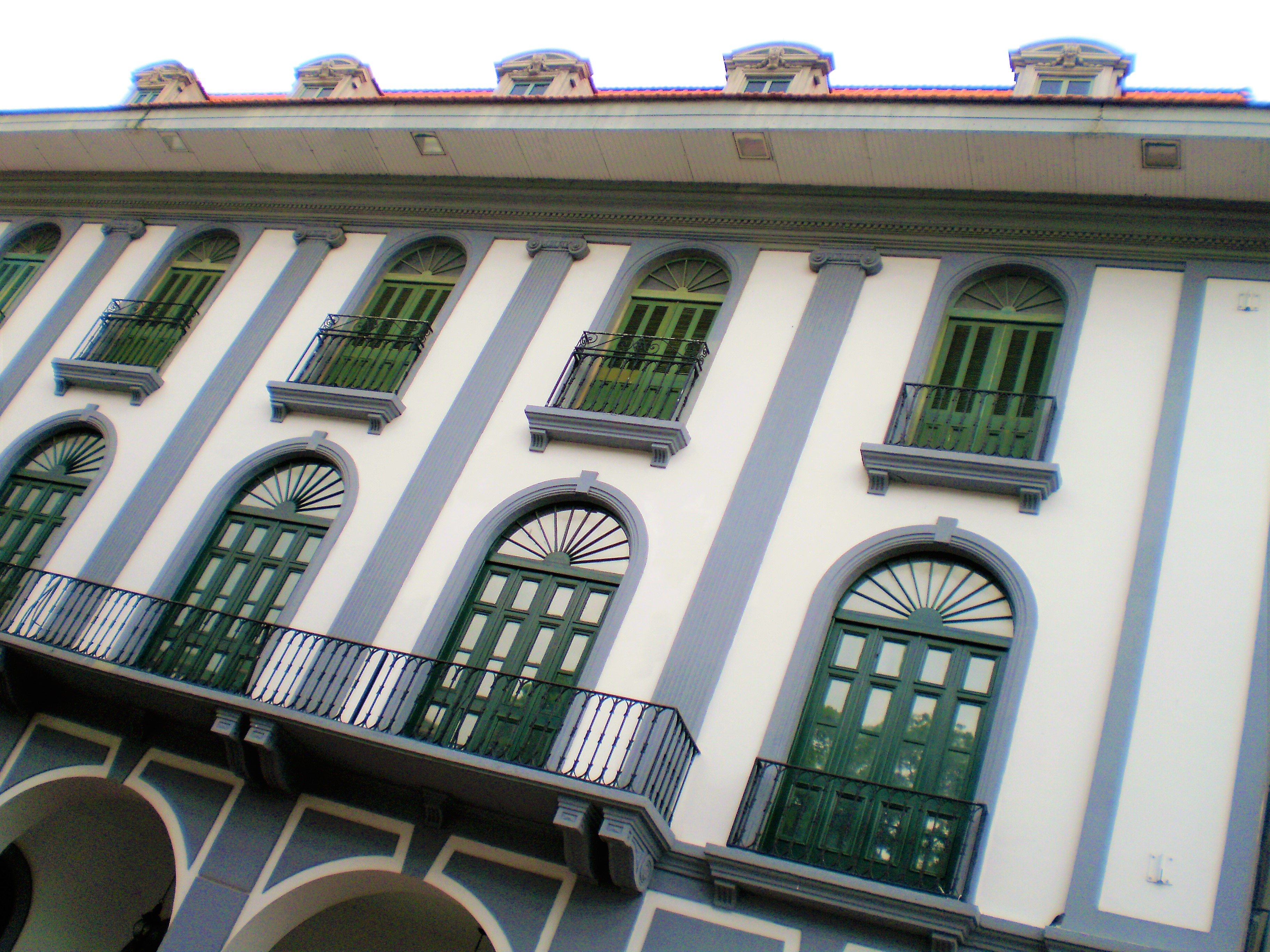
Museo del Canal Interoceánico de Panamá (Ciudad de Panamá).

#### Museos
Entre los museos más importantes de la ciudad, están:
- Museo de Arte Contemporáneo de Panamá[63]
- Museo del Canal Interoceánico de Panamá[64]
- Museo Antropológico Reina Torres de Araúz[65]
- Museo de Panamá Viejo[66]
- Explora: Centro de Ciencias y Arte[67]
- Museo de la Biodiversidad
- Museo de Historia de Panamá
- Museo de la Libertad y los Derechos Humanos

#### Teatros

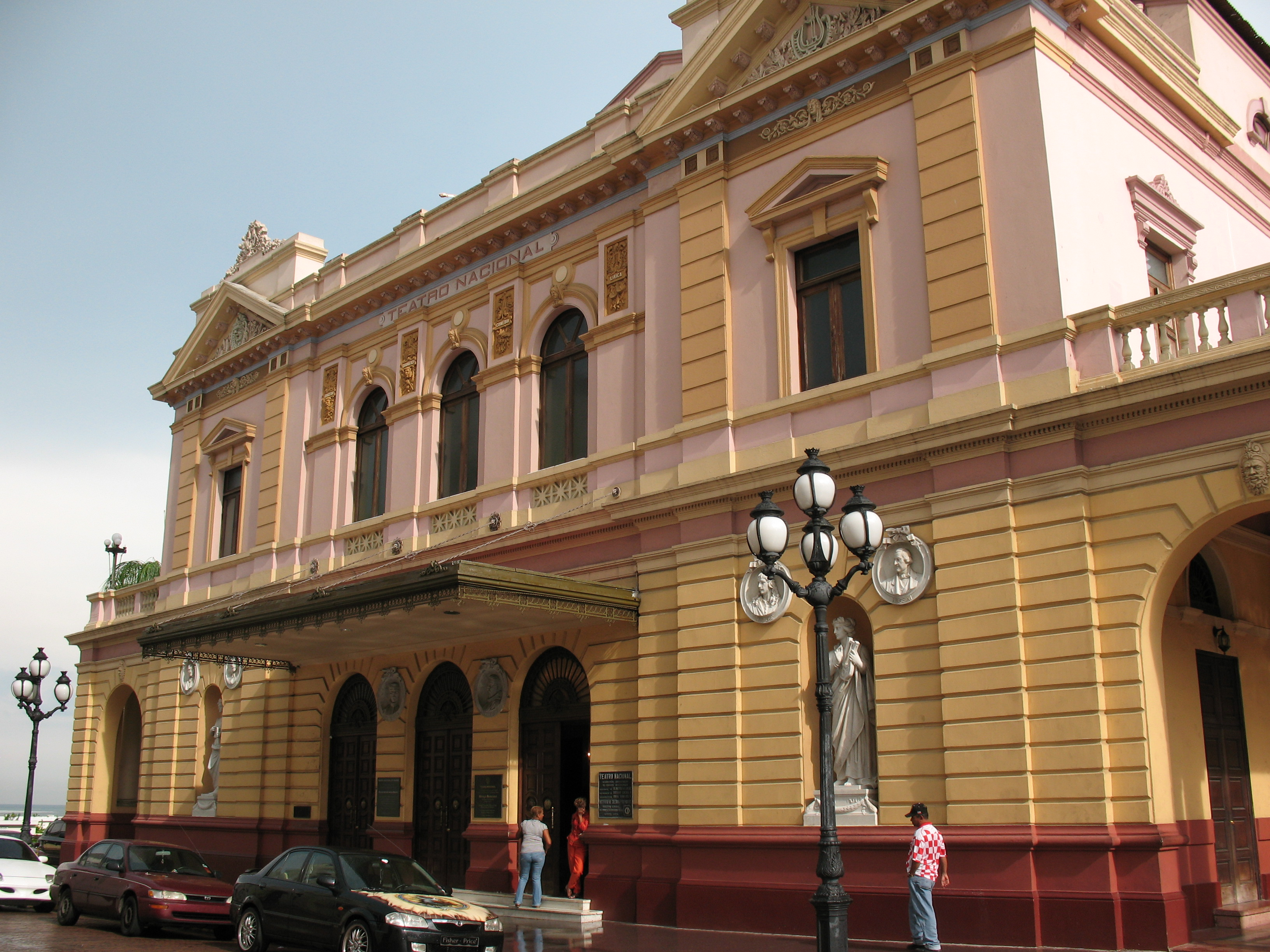
Teatro Nacional en el Casco Antiguo de la ciudad.

Es posible visitar variados teatros en la ciudad que siempre cuentan con diferentes obras, eventos, y presentaciones. El Teatro Nacional es la máxima casa de las artes en Panamá, mientras se encuentran muchos otros, como: el Teatro Balboa, el Teatro Abba, el Teatro en Círculo, el Teatro Gladys Vidal, el Teatro Anita Villalaz, el Teatro Bambalinas, el Teatro La Estación, el Teatro Guild, el Teatro Ascanio Arosemena, el Teatro Atenea de Ciudad del Saber, el Teatro Anayansi, el Teatro Inida, el Teatro El Ángel, etc.

#### Cine
El cine nació en Panamá en la década de los cuarenta con el primer largometraje panameño titulado Al calor de mi bohío (1946) de Carlos Luis Nieto con la participación de Beby Torrijos, Uriel Santacoloma, América Hill y Santander Tristán, filmado en la ciudad de Santiago de Veraguas. En 2004 se creó la Asociación Cinematográfica de Panamá fundada y presidida por Luis Ángel Pacheco García que impulsa la ley de cine y el fondo para el desarrollo cinematográfico nacional, ASOCINE, gracias al apoyo del Ministro de Comercio e Industrias Roberto Henríquez en la elaboración de la ley, solicita y obtiene el apoyo estatal para un fondo de 3 millones de dólares cada año que impulsa las producciones cinematográficas panameñas, logrando así el desarrollo de la cinematografía local. Panamá se está viendo a nivel de toda Iberoamérica, Estados Unidos y Europa, con un gran potencial para hacer cine, tanto como por el desarrollo de su propia industria, como por las producciones internacionales. Adicionalmente se ha expuesto a nivel nacional e internacional con la película titulada Chance, de Abner Benaim, la cual fue durante dos semanas una de las más vistas del país, superando a Avatar 2010. Al día de hoy se encuentran varias coproducciones estrenadas internacionalmente como Los colores de la montaña, Melaza, Ruta de la Luna, e importantes documentales como Los puños de una nación, Reinas e Invasión.
En la ciudad del 26 de abril de 2012 al 2 de mayo del mismo año se inauguró la primera edición del Festival de Cine de Panamá (IFF, Según sus siglas en inglés).
El 5 de abril de 2014 se realizó por primera vez los Premios Platino al cine iberoamericano, desde el Centro de Convenciones ATLAPA. Se presentaron cintas de todos los países latinos incluyendo Portugal y España, siendo organizada por EGEDA y FIPCA. La gala ha sido promocionada por Sofía Vergara, Fanny Lu, Eugenio Derbez, entre otros. Se espera que Iberoamérica pose sus ojos en la Ciudad de Panamá durante esta gala internacional.

### Gastronomía

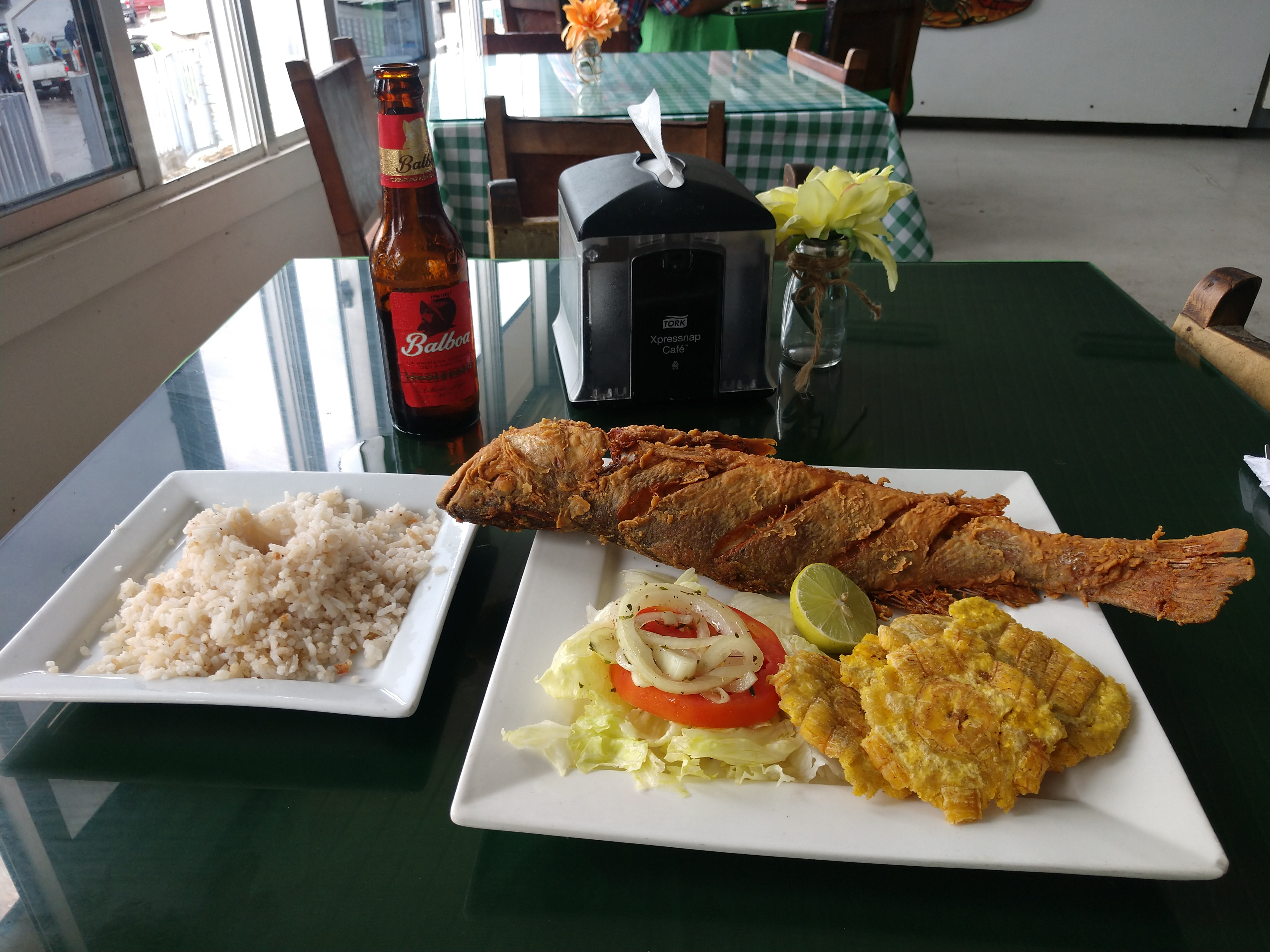
Arroz con coco, pescado frito, patacones y cerveza Balboa.

La gastronomía de la ciudad es caribeña, pero también la diversidad de nacionalidades que han formado parte de la población panameña ha creado una variada oferta culinaria.
En la ciudad se pueden encontrar distintos restaurantes de comida internacional (árabe, japonesa, coreana, china, griega, italiana, francesa, española, colombiana, peruana, mexicana, venezolana, caribeña, entre otras), establecimientos (franquicias) de comida rápida y diversos lugares de comida típica panameña.

### Lugares de interés

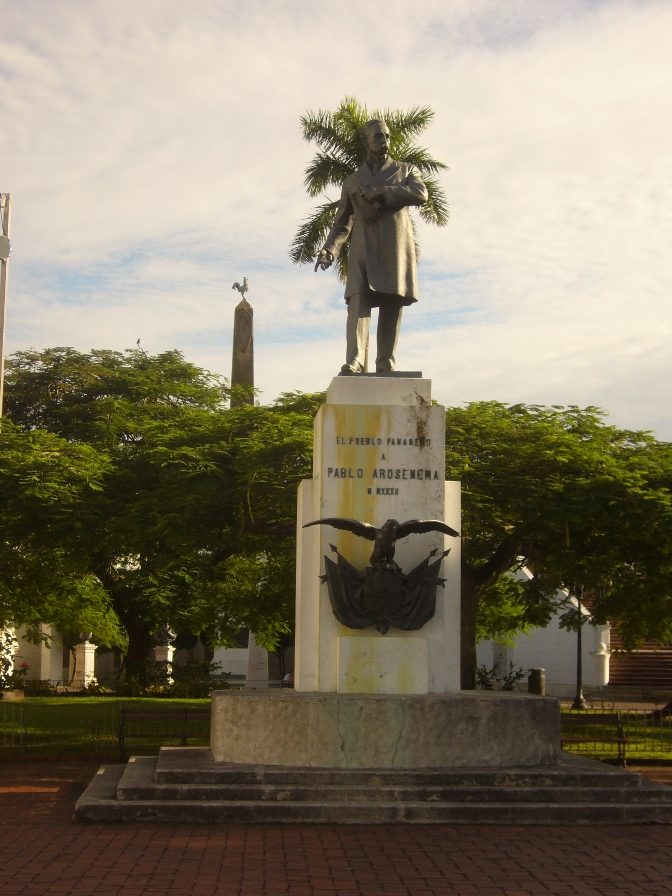
Monumento a Pablo Arosemena localizado en la plaza de Francia.

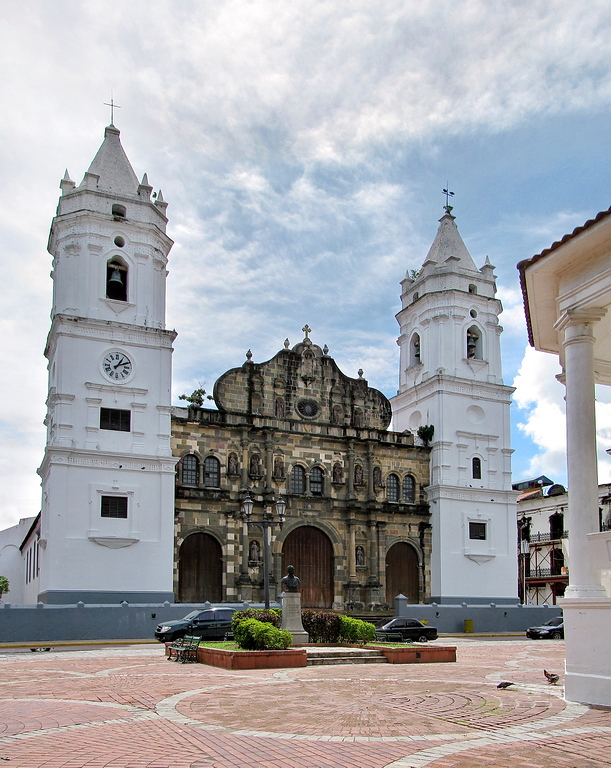
Catedral Metropolitana.

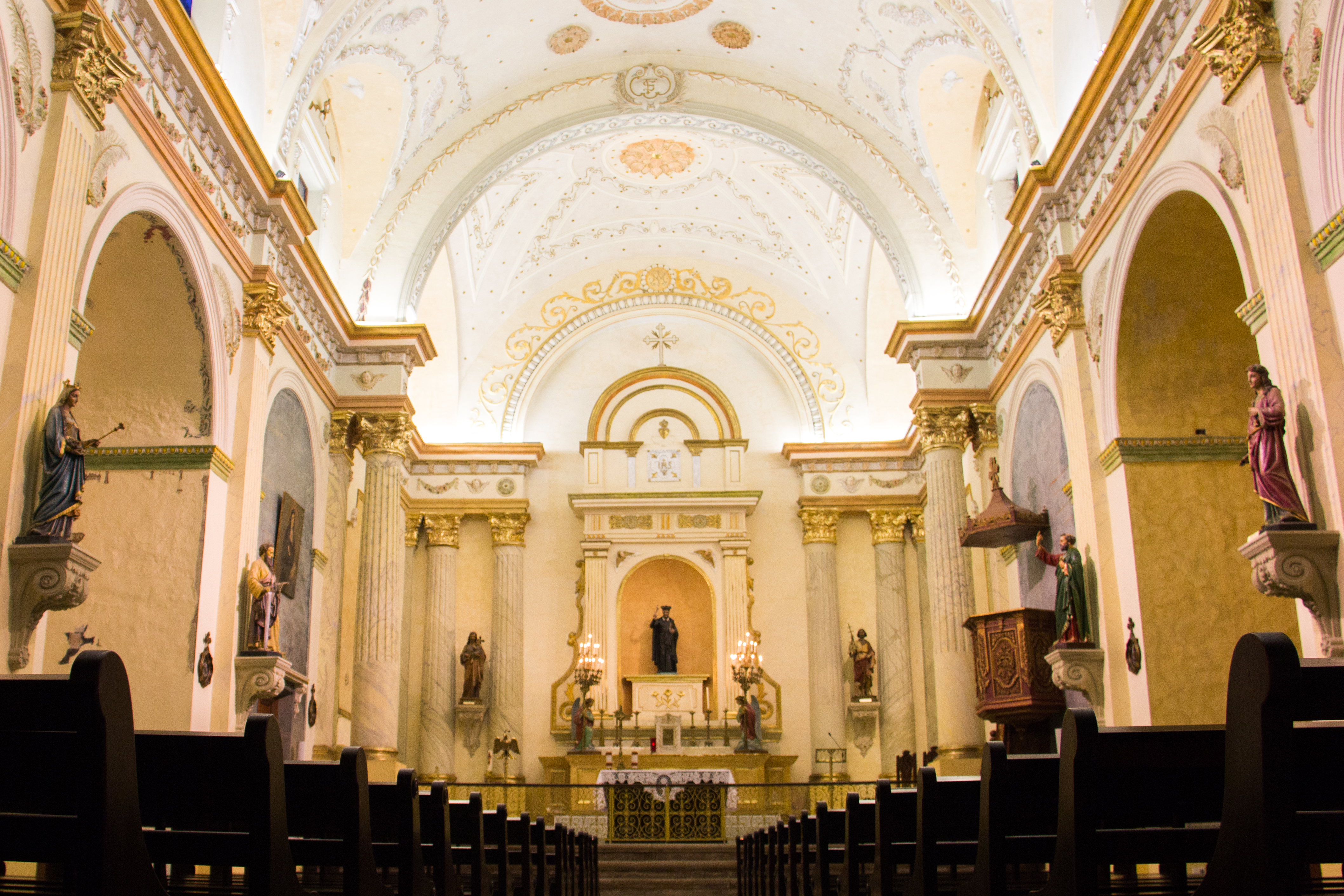
Interior del Oratorio San Felipe Neri

- Catedral Metropolitana de Panamá, en la plaza de la Catedral.
- Iglesia del Carmen, vía España.
- Iglesia de La Merced, Casco Viejo.
- Iglesia de Santa Ana, Casco Viejo.
- Oratorio de San Felipe de Neri.
- Altar de Oro de la iglesia de San José.
- Teatro Nacional.
- Teatro Balboa.
- Canal de Panamá.
- Museo del Canal Interoceánico.
- Avenida Central
- Plaza 5 de mayo.
- Centros Comerciales: Multiplaza Pacific, Multicentro, Albrook Mall, MetroMall, Plaza Tocumen, Los Pueblos, entre otros.
- Área Bancaria de Panamá.
- Palacio Presidencial (Palacio de Las Garzas).
- La Calzada de Amador (Causeway).
- Centro de Convenciones ATLAPA.
- FIGALI Convention Center.
- El Hipódromo Presidente Remón.
- Panamá la Vieja.
- Mi Pueblito.
- Esclusa de Miraflores.
- Parques naturales: Metropolitano, Soberanía, Camino de Cruces, cerro Ancón.
- Panamá Rainforest Discovery Center: un centro de aviturismo y torre de observación.
- La Cinta Costera (avenida Balboa).
- La Ciudad Deportiva Irving Saladino.
- El Biomuseo (museo de la biodiversidad) Frank Gehry.
- Tercera etapa de la Cinta Costera.

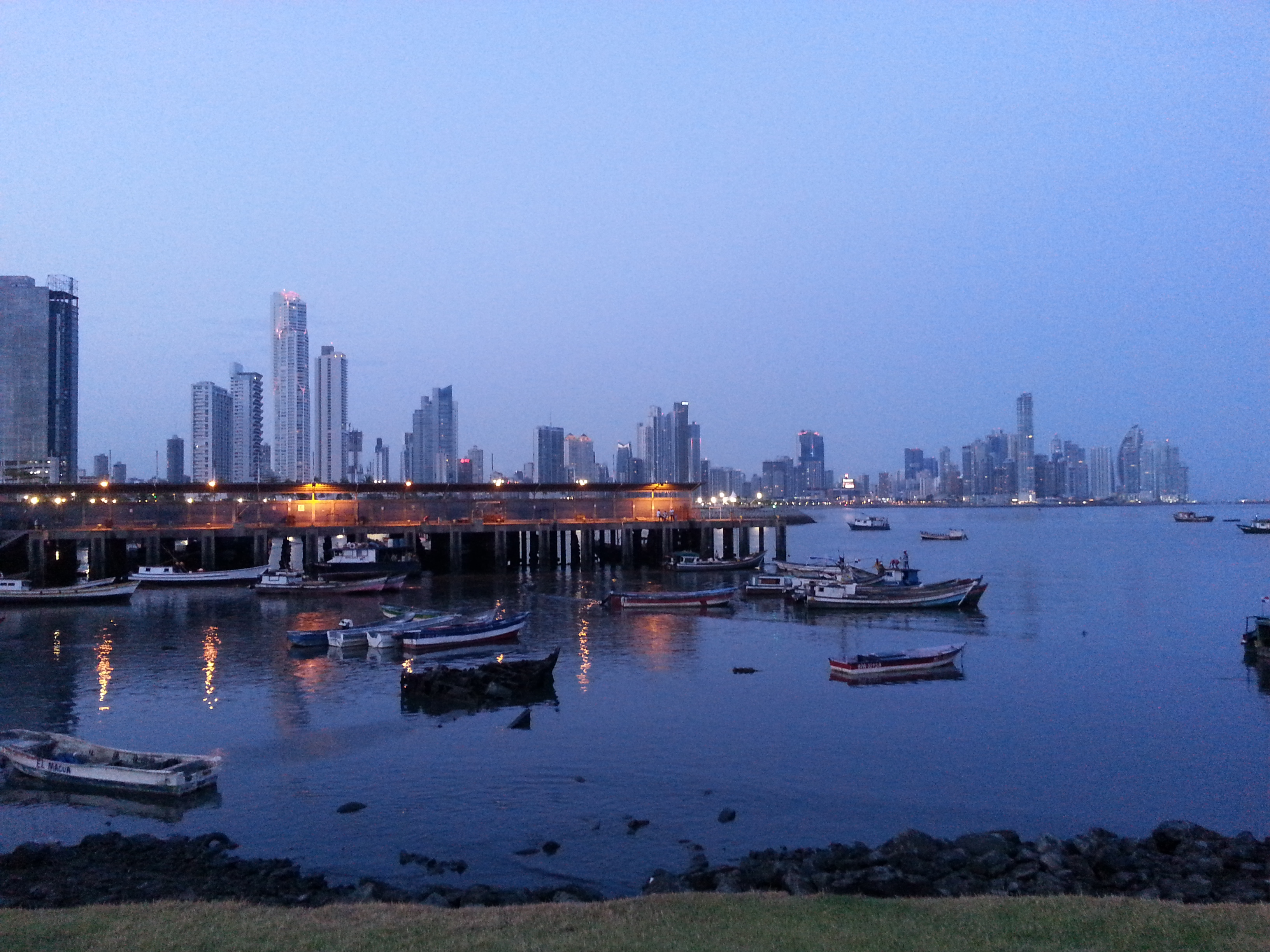
Vista de Punta Paitilla y la avenida Balboa, desde el mercado del marisco.

## Patrimonio de la Unesco
Panamá La Vieja es el nombre que se usa para los vestigios Arqueológicos y arquitectónicos del Conjunto histórico y monumental de la primera ciudad española fundada en la costa del Pacífico por Pedro Arias de Ávila el 15 de agosto de 1519. Esta ciudad fue el comienzo de las expediciones que conquistaron el Imperio inca del Perú en 1532. También fue una escala de una de las más importantes rutas comerciales del continente americano que llevaba a las famosas ferias de Nombre de Dios y Portobelo, por donde pasaban la mayor parte del oro y la plata que los españoles explotaban en América.
La Convención de Patrimonio Mundial Cultural y Natural de la UNESCO decidió inscribir esta propiedad tomando como base los criterios culturales ii, iv y vi, considerando que Panamá fue el primer asentamiento europeo en la costa del Pacífico, en 1519, y que el Distrito Histórico conserva intacto una red de calles, junto con un número sustancial de edificios domésticos antiguos, que son un testimonio excepcional de la naturaleza de este temprano asentamiento.
Casco Viejo o Casco Antiguo, Panamá
El Casco Antiguo fue considerado Patrimonio Mundial o un lugar con valores que trasciende a toda la Humanidad en diciembre de 1997. De la revisión de sus antecedentes se puede ver, que después de que el primer asentamiento quedara destruido por enfermedades y ataques de piratas, del cual el último y más recordado es el de Henry Morgan, la ciudad se trasladó a una península rocosa que era más salubre y al tiempo más fácil de defender. En 1673 fundaron lo que hoy se llama oficialmente el Casco Antiguo, pero también es conocido como San Felipe, Catedral y más usualmente, Casco Viejo.
El Casco Antiguo es una mezcla de diferentes estilos arquitectónicos, que reflejan la diversidad cultural del país. Caribeño, republicano, modernismo, francés y colonial se mezclan en un lugar de menos de 800 edificios. La mayoría de los principales monumentos de la Ciudad de Panamá se encuentran en el Casco Antiguo: el Salón Bolívar, la Catedral Metropolitana, el Teatro Nacional de Panamá (fundado en 1908), el monumento de Las Bóvedas, la iglesia de La Merced, la Iglesia de San Felipe Neri, la Iglesia de San José con su distintivo altar dorado, que fue salvado de Panamá La Vieja y transportado a la nueva ciudad.
El Casco Antiguo es ya el segundo destino turístico de la ciudad, después del Canal de Panamá. Tanto el gobierno como sectores privados están participando activamente no solo en la restauración del patrimonio arquitectónico, sino también en el patrimonio humano, invirtiendo en las industrias culturales y la iniciativa local.

## Transporte
La ciudad cuenta con una infraestructura de transporte que permite el movimiento de carga y viajeros dentro del área metropolitana a través de la Vía Simón Bolívar y el Corredor Norte (de norte a sur) y la Vía Ricardo J. Alfaro y Corredor Sur (de sureste a noreste). Además de contar con la vía subterránea y elevada del Metro de Panamá para el traslado de pasajeros. Hacia las afueras de la ciudad salen la Vía Transistmica y Corredor Norte hacia la Provincia de Colón y la Carretera Interamericana entre ésta y el resto del país. En el sector del transporte terrestre, persisten problemas asociados principalmente a los frecuentes embotellamientos, causados por la demanda de espacio vial que impone la gran cantidad de vehículos privados. Desde hace algunos años, la infraestructura de transporte de la ciudad se encuentra en un continuo proceso de modernización y ampliación en todos sus sectores.

### Transporte aéreo

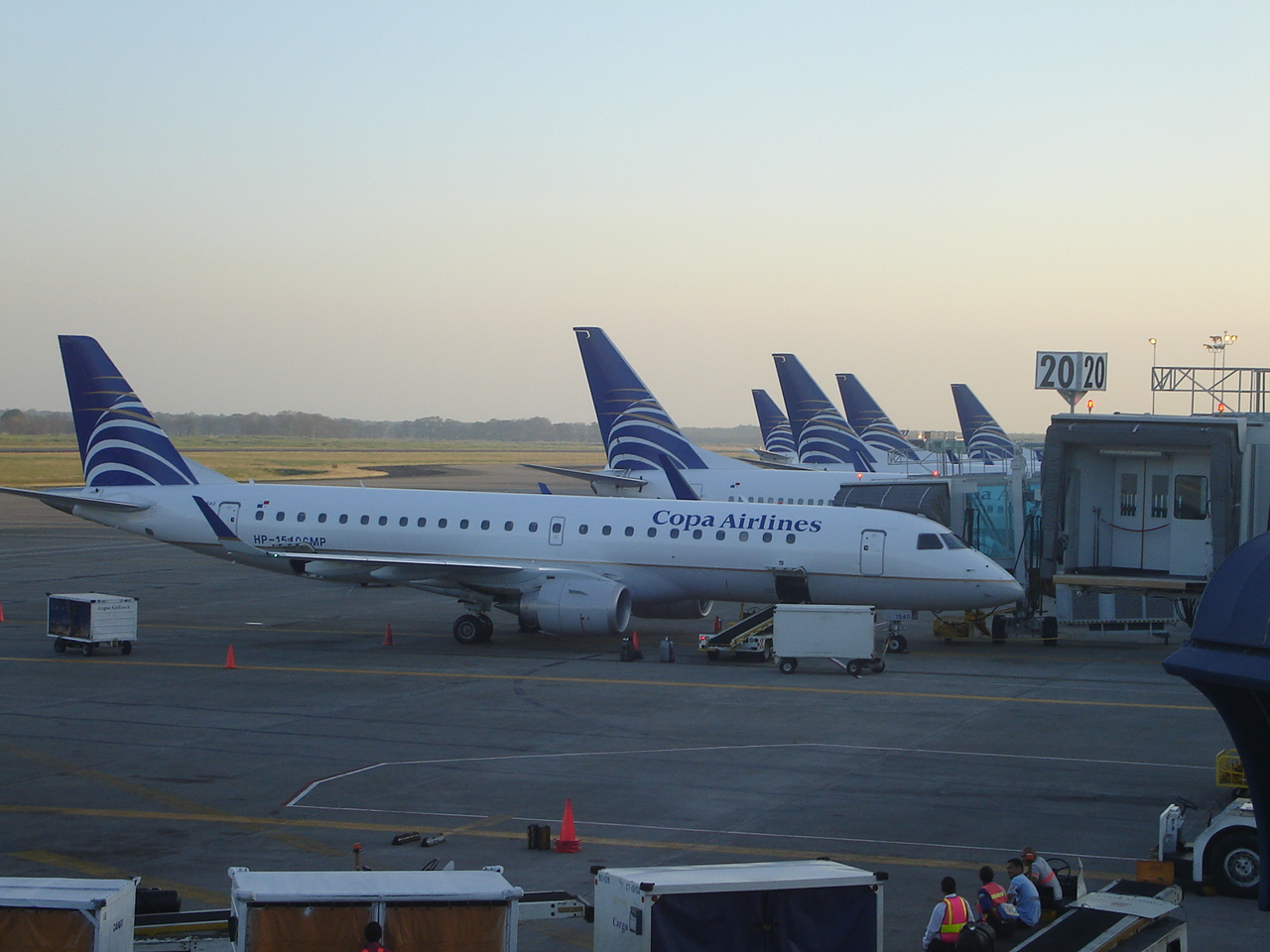
Aeropuerto Internacional de Tocumen, Centro de conexiones de Copa Airlines.

El Aeropuerto Internacional de Tocumen es el más importante del país. Está ubicado en la parte oriental de la ciudad, a unos 20 km de la misma. Es el de mayor tráfico de la región, con vuelos directos a las principales ciudades de Europa, Norteamérica, Centroamérica, El Caribe y América del Sur. Funciona como el principal centro de conexión de Copa Airlines y debido a la gran cantidad de destinos internacionales que esta tiene, es considerado el Hub de las Américas. El segundo aeropuerto en importancia, el Aeropuerto Marcos A. Gelabert, está emplazado en una antigua base militar estadounidense y se reserva para vuelos nacionales y regionales.

### Transporte terrestre

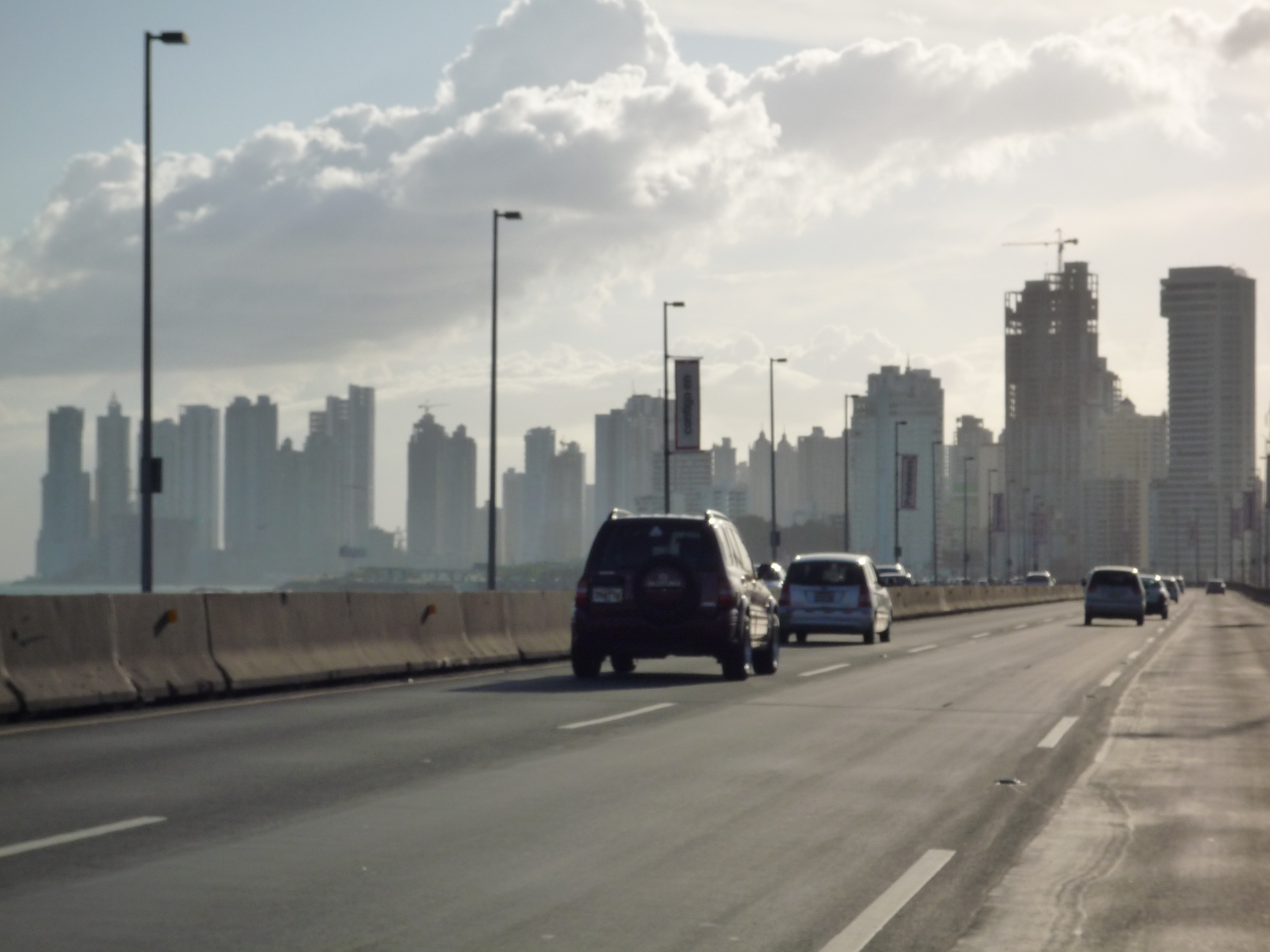
Vista de Panamá Centro desde el Corredor Sur.

La ciudad cuenta con dos autopistas, conocidas como corredores. El Corredor Norte conecta la urbe con las áreas revertidas y con los principales suburbios localizados hacia el norte. El Corredor Sur, por su parte, se extiende desde la zona de San Francisco hasta las inmediaciones del aeropuerto Internacional de Tocumen, incluyendo un tramo marítimo que atraviesa parte de la bahía de Panamá. Además, la ciudad conecta por ambos extremos con la carretera Panamericana, incluyendo tramos que sirven a ciudades satélites vecinas, como La Chorrera. La autopista Panamá-Colón, inaugurada en 2009, corre paralela al Canal de Panamá y conecta la capital con la ciudad de Colón, ubicada en la costa atlántica. Esta autopista significó la puesta en práctica de un eficiente sistema vial entre los dos océanos y sus respectivas zonas portuarias y comerciales.
Dentro de la ciudad, la avenida Balboa ha sido por mucho tiempo la más reconocida, no solo por su amplio uso, sino porque bordea la línea costera que define la bahía de Panamá. Con la construcción de la llamada Cinta Costera, cuya primera fase fue completada en 2009, la avenida cambió su imagen y vialidad; de manera que sus seis carriles corren actualmente en el mismo sentido, mientras que los cuatro carriles de la nueva cinta corren en sentido contrario. A estas pueden sumarse la calle 50 y la vía España, que junto con la vía Simón Bolívar y la vía Ricardo J. Alfaro (conocida popularmente como Tumba Muerto), constituyen las principales arterias de la capital panameña.

#### Autobuses
Los autobuses son el principal medio de transporte público, diariamente 800 000 panameños utilizan este medio, tanto dentro de la ciudad, como hacia el interior del país. La terminal central de autobuses, conocida como Gran Terminal Nacional de Transporte, se encuentra en Albrook, cerca del Aeropuerto Marcos A. Gelabert y del centro comercial Albrook Mall. Desde allí parten rutas interurbanas, interprovinciales e incluso rutas internacionales hacia América Central y México.
Dentro del área urbana, los pasajeros eran transportados en autobuses multicolores conocidos popularmente como diablos rojos. Estos buses cubren un área bastante extensa de la ciudad y zonas aledañas, están decorados con colores brillantes, a menudo representando a artistas, políticos y otras personalidades famosas en el ámbito popular. Desde el 15 de marzo de 2013, el sistema de transporte público MetroBus sustituyó al diablo rojo. El pasaje en las rutas regulares y transversales cuesta 25 centésimos, y las de autopista y corredor (que van del centro al norte o del centro al este) cuestan 75 centésimos.

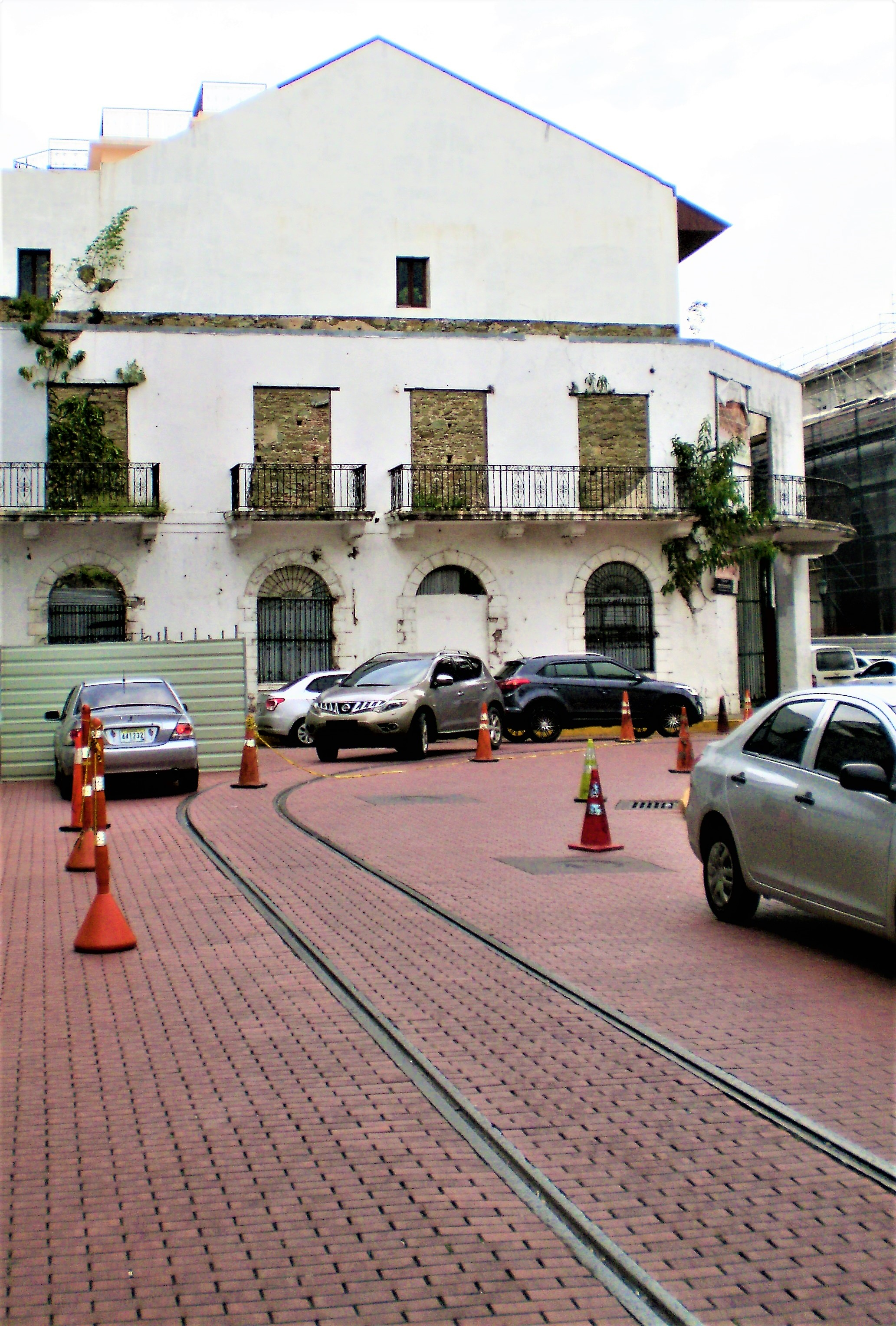
Vías de tranvía, que funcionó en Panamá desde 1893 hasta fines del (por cuenta del Ministro de Obras Públicas de Colombia) y entre 1913 y 1941 (concesionado por el gobierno de Panamá a diferentes empresas).

#### Taxis
Los taxis, como sistema de transporte selectivo, complementan al sistema de buses. Son de color amarillo. Los conductores aplican un sistema de tarificación por zonas.

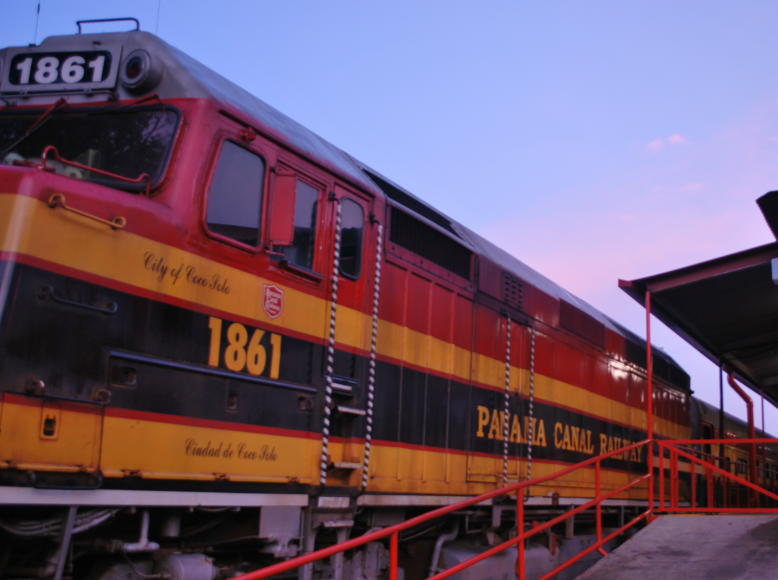
Tren de pasajeros en la estación del ferrocarril de la Ciudad de Panamá.

#### Trenes y metro
Aunque el transporte ferroviario no se ha explotado notablemente en el país, existe una línea ferroviaria conocida como Ferrocarril de Panamá, que conecta la Ciudad de Panamá con la ciudad de Colón. Esta línea fue inaugurada en 1855 y recorre una distancia de 76.6 km a lo largo del istmo. Usada mayormente para el transporte de carga, en 2001, se comenzó a usar también para el transporte de pasajeros, dirigido principalmente a ejecutivos y comerciantes que se desplazan para trabajar entre ambas ciudades, al igual que a turistas en general.
El gobierno ha impulsado la construcción de una red ferroviaria metropolitana que conformará el metro de Panamá, cuya construcción comenzó en julio de 2010. Las autoridades de este país han anunciado las empresas que competirán por construir este mega proyecto de 1500 millones de dólares.
El consorcio compuesto por FCC y la brasileña Odebrecht ha ganado el concurso para construir la línea 1 del metro de Panamá. El presupuesto del contrato, el de mayor tamaño del país después de la ampliación del Canal de Panamá, asciende a 1400 millones de dólares (más de 1000 millones de euros).

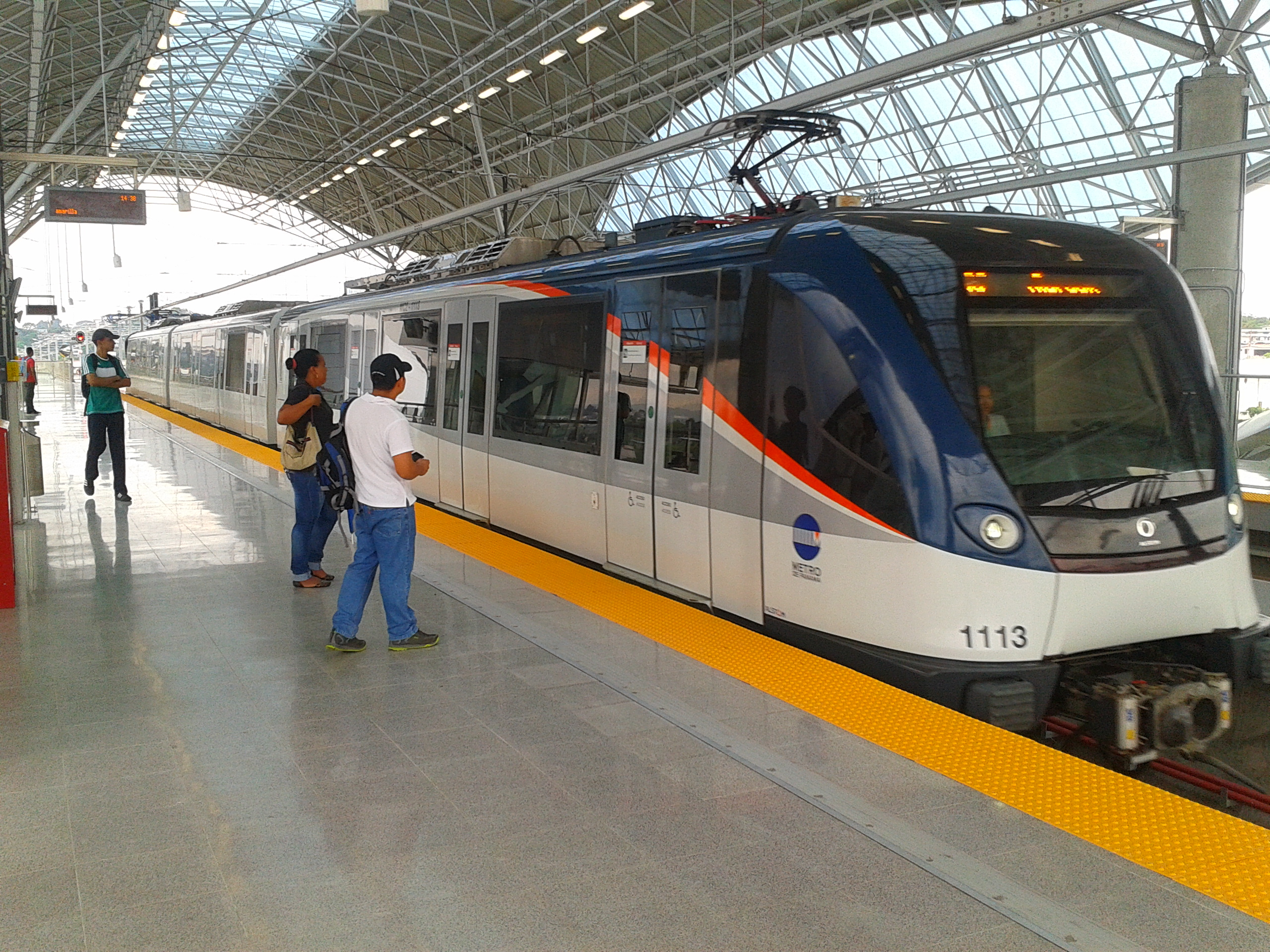
Metro llegando a la estación de Pueblo Nuevo.

La empresa española se ha impuesto en la final a la otra alianza liderada por la italiana Impregilo, el socio de Sacyr en las obras del Canal. La compañía presidida por Baldomero Falcones, con fuertes intereses en la zona, se garantiza, de esta manera, una importante cartera de obra para los próximos años.
FCC es uno de los mayores promotores de este tipo de infraestructuras ferroviarias, tanto en España como en el extranjero. Actualmente, la constructora controlada por Esther Koplowitz participa en otros grandes concursos internacionales de estas características, entre los que sobresalen el metro de Dublín (Irlanda) y el de Copenhague (Dinamarca). Otros grupos españoles, como Acciona e Isolux, participaron en las fases iniciales del concurso de Panamá sin éxito.
La oferta del consorcio de FCC incluye tanto la obra civil como el material móvil. El metro panameño tendrá 14 kilómetros de longitud a través de los cuales se instalarán 13 estaciones de suburbano.
El 4 de abril de 2014 fue inaugurada la primera línea por el presidente Ricardo Martinelli. El costo del pasaje es 35 centésimos un viaje de ida. Ida y vuelta en conjunto harían 70 centésimos. 
Para 2018 la Línea 2 del Metro de Panamá muestra un avance significativo de un 70% y se espera su apertura próxima de cara la celebración de la edición 2019 de la Jornada Mundial de la Juventud.
El presidente en cargo Juan Carlos Varela, hizo una evaluación e indicó que para entre abril y mayo de 2018 se den las respectivas propuestas técnicas y económicas para construir la Línea 3 del Metro de Panamá.

## Deporte

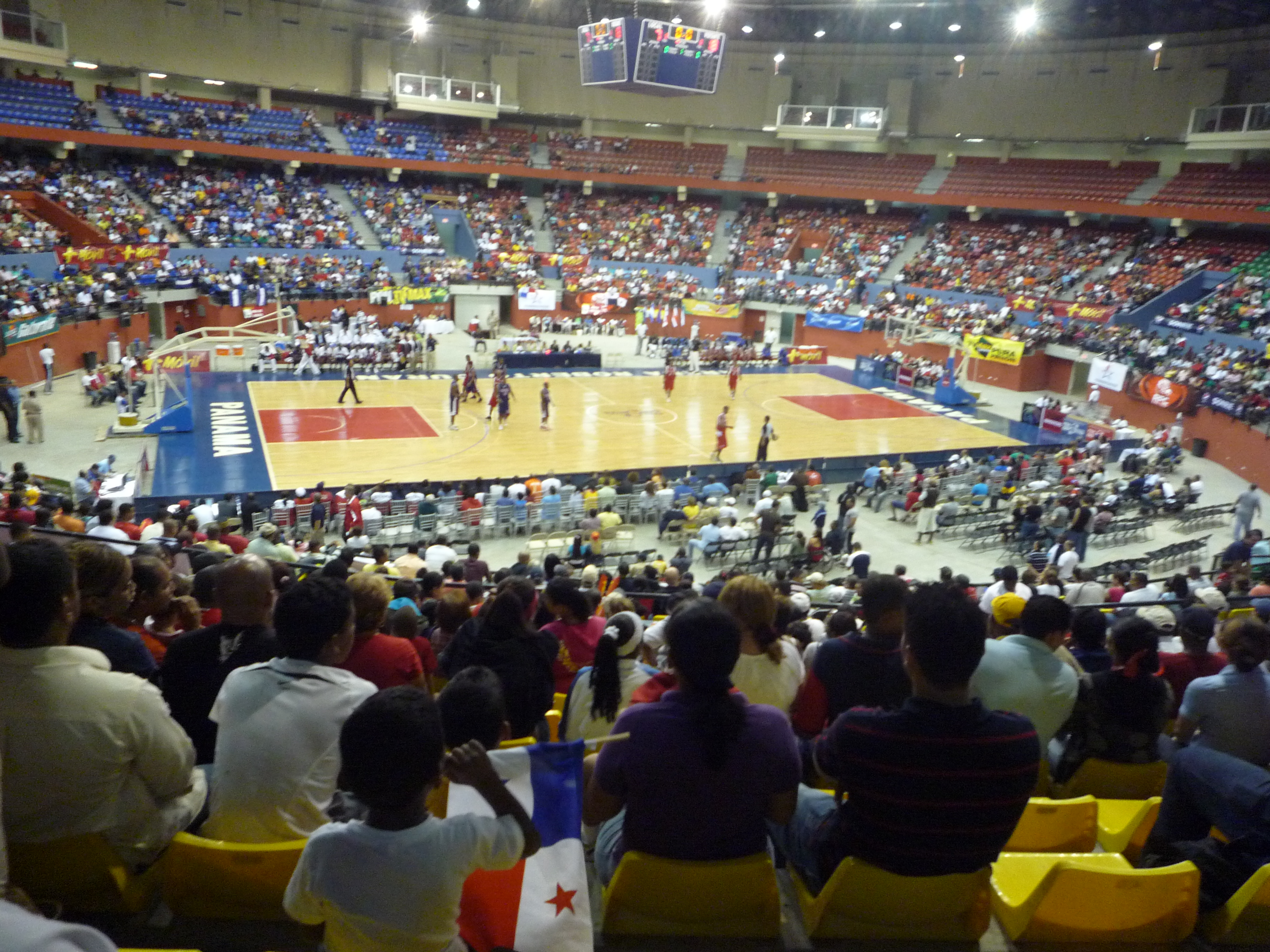
Arena Roberto Durán, utilizada para diversos eventos como baloncesto, boxeo, entre otros.

La autoridad en los deportes en Panamá es el Instituto Nacional de Deportes (Pandeportes). En la ciudad existen diversos estadios, campos y complejos deportivos para practicar distintas disciplinas, entre las que se pueden mencionar las siguientes: ajedrez, baloncesto, béisbol, boxeo, cricket, flag football, frontenis, fútbol, fútbol americano, golf, lucha libre, natación, rugby, tenis, tenis de mesa, voleibol, entre otras.
También se puede practicar el deporte de la vela o windsurf desplazándose a Isla Contadora.

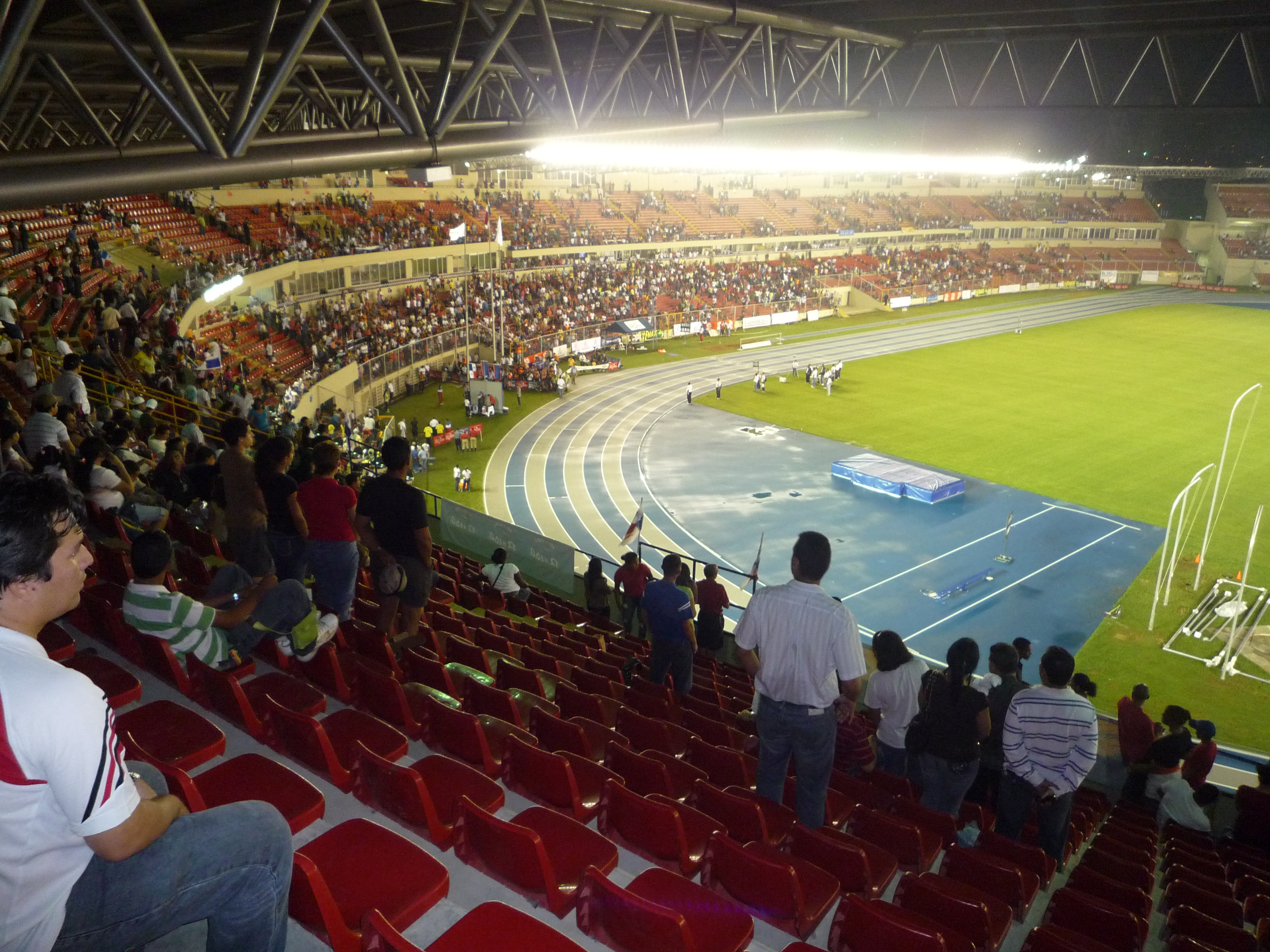
Estadio Rommel Fernández, el mayor estadio de fútbol del país. También se utiliza para la práctica del atletismo.

En la ciudad, como en el resto del país, el béisbol y el fútbol son los deportes por excelencia de los capitalinos. El baloncesto y el boxeo también son populares. La ciudad cuenta con gran infraestructura deportiva, el estadio Nacional de Panamá (también conocido como estadio Nacional Rod Carew, en memoria de ese famoso pelotero panameño) con una capacidad de 27 000 espectadores. En el fútbol el estadio Rommel Fernández Gutiérrez con capacidad para 22 000 espectadores recién remodelado en 2024.

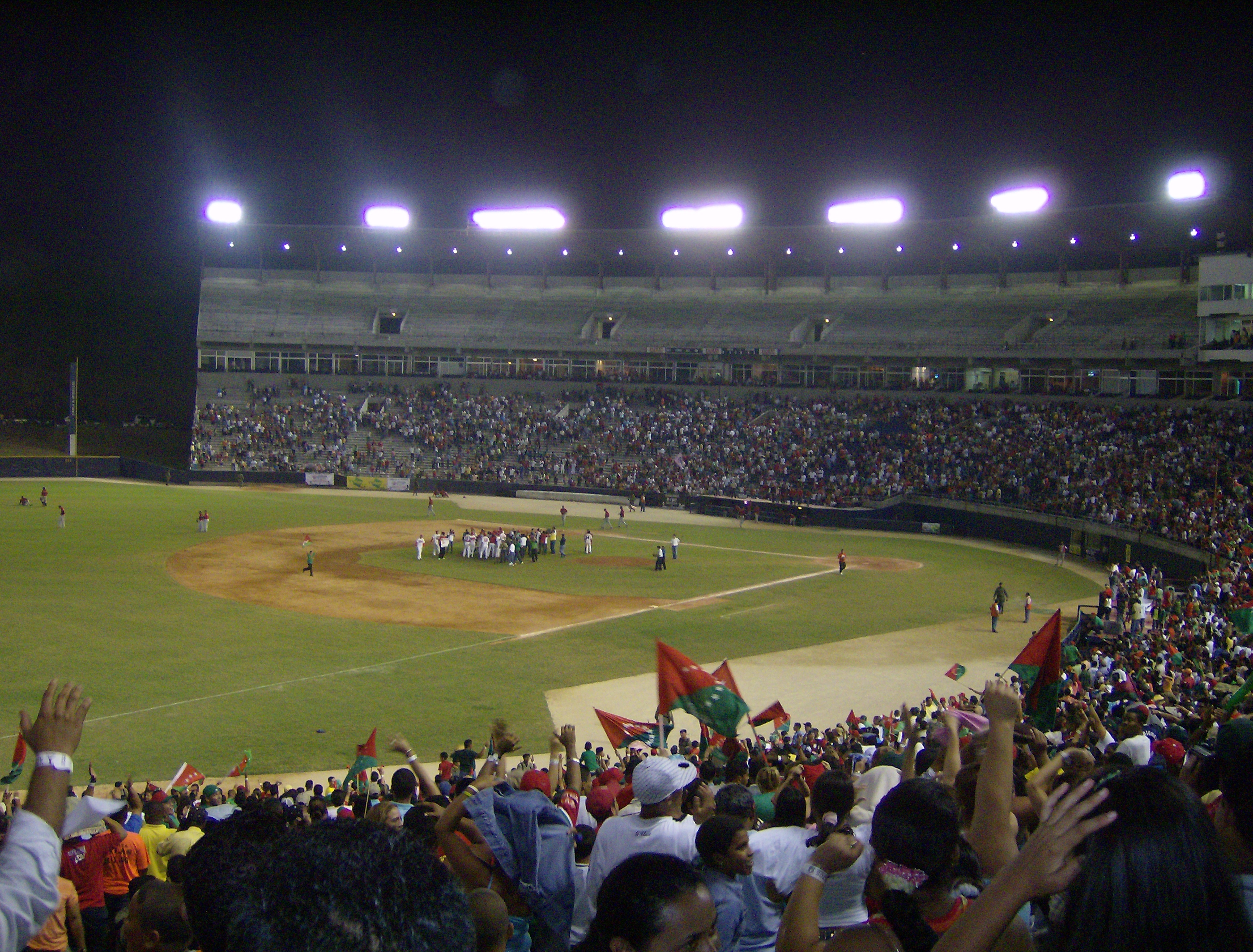
Estadio Nacional Rod Carew, uno de los estadios de béisbol de mayor capacidad de América Latina.

- Centroamericanos y del Caribe 1970.
- Juegos Bolivarianos 1973.
- Copa Centroamericana de Fútbol 2003.
- Juegos Deportivos Centroamericanos 2010.
- Copa Centroamericana de Fútbol 2011.
- Campeonato Mundial de Béisbol 2011.
- Olimpiadas Especiales de Centroamérica y el Caribe 2012.
- Ironman 70.3 (Ediciones 2012, 2013 y 2014).
- Campeonato Sub-17 de la CONCACAF 2013.
- Serie de la leyenda de la MLB (Yankees de Nueva York contra Marlins de La Florida).
- Campeonato CentroBasket 2016.
- Copa Centroamericana de Fútbol 2017.
- Campeonato Sub-17 de la CONCACAF 2017.

En 2014, la ciudad de Panamá lanzó su candidatura oficial para conseguir la sede de los Juegos Centroamericanos y del Caribe de 2018, la cual recayó en Barranquilla, Colombia. En 2016, Panamá se presentó como única candidata para albergar los Juegos Centroamericanos y del Caribe 2022, cuya sede le fue otorgada en 2017, pero que tuvo que declinar en 2020.
Esta ciudad, también es la sede de los partidos de  la selección de baloncesto, selección de béisbol y selección de fútbol de Panamá. "Los canaleros" establecen su localía en la Arena Roberto Durán, el estadio Nacional Rod Carew y el estadio Rommel Fernández, respectivamente. Otras selecciones nacionales también ejercen su localía dentro de la ciudad
| Predecesor: San Salvador | Ciudad Centroamericana y Caribeña 1938 | Sucesor: Barranquilla  |
| Predecesor: San Juan     | Ciudad Centroamericana y Caribeña 1970 | Sucesor: Santo Domingo |
| Predecesor: Maracaibo    | Ciudad Bolivariana 1973                | Sucesor: La Paz        |

### Representación de la Ciudad de Panamá
La afición capitalina cuenta con varios equipos que la representan en las diferentes ligas de la República.
| Equipo                               | Liga                                     | Estadio                    | Fundación del equipo |
| ------------------------------------ | ---------------------------------------- | -------------------------- | -------------------- |
| Alianza FC                           | Liga Panameña de Fútbol                  | Estadio Luis Ernesto Tapia | 1963                 |
| CD Plaza Amador                      | Liga Panameña de Fútbol                  | Estadio Maracaná de Panamá | 1955                 |
| Chorrillo FC                         | Liga Panameña de Fútbol                  | Estadio Maracaná de Panamá | 1974                 |
| Panamá Metro                         | Liga de Béisbol de Panamá                | Rod Carew                  | 1975                 |
| Águilas Metropolitanas               | Béisbol Profesional de Panamá            | Rod Carew                  | ----                 |
| Panteras de Parque Lefevre           | Liga Profesional de Baloncesto de Panamá | Gimnasio USMA              | 2015                 |
| Halcones de Calle P                  | Liga Profesional de Baloncesto de Panamá | Gimnasio USMA              | 2015                 |
| Águilas de Río Abajo                 | Liga Profesional de Baloncesto de Panamá | Gimnasio USMA              | 2015                 |
| Sociedad Deportiva Atlético Nacional | Liga Panameña de Fútbol                  | Estadio Maracaná de Panamá | 2001                 |

## Datos generales
- La Ciudad de Panamá fue la primera ciudad española en ser fundada en las costas del Océano Pacífico del continente americano.
- La ciudad posee una extensión de 2561 km², convirtiéndola, por extensión, en una de las ciudades más grandes de América Latina.
- El clima en el entorno del distrito y en el área de la municipalidad es lluvioso durante los meses de mayo a diciembre y cuenta con una temporada seca o «verano», de enero a abril. Presenta una precipitación media diaria de 5.1 mm y una humedad relativa media anual de 75 %. La temperatura a lo largo del año oscila entre 21 °C y 35 °C, dependiendo del mes.
- En Panamá está ubicado uno de los centros financieros internacionales más grandes de América Latina con 94 bancos, de los cuales 60 son del Sistema Bancario Nacional, 24 de la Banca Internacional y 9 bancos de representación. El Sistema Bancario Nacional tiene activos por B/29 100 millones y 284 sucursales a lo largo del país, de las cuales 132 se localizan en la municipalidad de Panamá.
- La Ciudad de Panamá es el único lugar en el mundo en donde se puede ver el amanecer y el atardecer exactamente a la misma hora (amanecer 6:10 a. m. y atardecer 6:10 p. m.)
- El Ferrocarril de Panamá fue el más caro construido en la historia; costó 8 millones de dólares a mediados del siglo XIX y tomó 5 años su construcción, cuando se pertenecía a Colombia,   un viaje de ida, de 80 kilómetros, costaba 25 dólares oro.
- De Panamá partieron las expediciones que culminaron con la conquista y colonización de Centro y Suramérica, siendo la más famosas las de Francisco Pizarro, junto con los hermanos Almagro para la conquista de Perú (Perú, Bolivia y Ecuador).

## Apuntes históricos
- Desde su día de fundación, el 15 de agosto de 1519, Panamá ha sido conocida o llamada por diferentes nombres así:
  - Capital de Tierra Firme.[2]
  - Capital del Reino de Tierra Firme.[2]
  - Capital del antiguo Reino de Tierra Firme.[2]
  - Muy Noble y muy Leal ciudad.[2]
- El 15 de septiembre de 1521, «el Pueblo de Panamá» recibió el título de ciudad a través de la Real Cédula expedida en Burgos por el emperador Carlos V, el cual la nombró «la Noble Ciudad de Panamá».[81]
- El municipio de Panamá usa desde su creación el mismo escudo de armas otorgado a la Ciudad de Panamá por el emperador Carlos V en 1521.[2]
- En 1941 la Constitución Política de la República de Panamá indica en uno de sus artículos que la capital de la República es la ciudad de Panamá y en caso de guerra, terremoto u otra calamidad, se podría trasladar la capital temporalmente a otro punto del territorio nacional.[82] La Constitución de 1941 fue suspendida su vigencia en diciembre de 1944[83] y reemplazada por la Constitución de 1946 y este artículo no fue incluido.[84]
- Hasta 1955 se consideraba el 21 de enero de 1673 como la fecha de fundación de la nueva Ciudad de Panamá, sin embargo mediante Ley fue decretada la corrección y cambio de la fecha al día 15 de agosto de 1519, ya que se consideró un traslado de la ciudad y no la fundación de una nueva ciudad.[2]
- En 1982 se promulga la Ley que aprueba la división político-administrativa de la provincia de Panamá y se señala como capital de esta provincia, así como del distrito de Panamá a la Ciudad de Panamá.[85]

## Llaves de la ciudad
Las Llaves de la Ciudad de Panama es una condecoración honorífica otorgada por el Gobierno a personalidades de relevancia como mandatarios, empresarios o celebridades, que se comprometen con el desarrollo y promoción de la ciudad. 
- 2022: Patricia Zárate de Pérez y Frank Harris Anderson.[86]
- 2022: Barbara Palacios.[87]
- 2023: Grupo Prato.[88]

## Hermanamientos
La Ciudad de Panamá forma parte Unión de Ciudades Capitales Iberoamericanas (UCCI) que agrupa a 16 ciudades de Iberoamérica.
Tienen 12 capitales hermanadas con:
| - Bogotá (Colombia) - Brasilia (Brasil) - Caracas (Venezuela) - Ciudad de Guatemala (Guatemala) - Ciudad de México (México) - Lima (Perú) | - Madrid (España) - Managua (Nicaragua) - San José (Costa Rica) - San Salvador (El Salvador) - Santo Domingo (República Dominicana) - Taipéi (Taiwán) |

Tienen 15 ciudades hermanadas con:
| - Barranquilla (Colombia) - Callao (Perú) - El Pireo (Grecia) - Fort Lauderdale (Estados Unidos) - Guadalajara (México) - Imabari (Japón) - Incheon (Corea del Sur) - Iquitos (Perú) | - Mazatlán (México) - Medellín (Colombia) - Miami (Estados Unidos) - Netanya (Israel) - Paita (Perú) - Punta Arenas (Chile) - Vancouver (Canadá) - Venecia (Italia) |

| Predecesor: Maceió | Capital Americana de la Cultura 2003 (Junto a Curitiba) | Sucesor: Santiago de Chile |
| Predecesor: Lima   | Capital Iberoamericana de la Cultura 2003               | Sucesor: Quito             |
| Predecesor: La Paz | Capital Iberoamericana de la Cultura 2019               | Sucesor: Tegucigalpa       |